# 週刊少年マガジン
『週刊少年マガジン』（しゅうかんしょうねんマガジン、英: WEEKLY SHONEN MAGAZINE）は、講談社が発行する日本の週刊少年漫画雑誌。1959年3月17日創刊。毎週水曜日発売。略称は 「マガジン」「週マガ」。

## 特徴

### 原作と漫画の分業制
それまで月刊誌であった少年誌の週刊誌化に伴い、初代編集長の牧野武朗は週刊誌における漫画家の負担を考え、原作と漫画の分業制を打ち出し、当初のマガジンは原作付き漫画が多かった。後に本誌をホームグラウンドとして活躍する原作者の梶原一騎も当時「東京中日スポーツ」で『力道山物語』を連載し好評を得ていたことからマガジンでの漫画の原作を依頼したことがきっかけである。

### 劇画路線
1960年代中盤に人気であった『8マン』の連載終了と手塚治虫の『W3』の連載中断から「サンデー」へ移籍した事件(W3事件)に伴い、マガジンとしては手塚漫画に対するアンチテーゼとして関西で勃興していた劇画に目をつけ、劇画路線の方針を打ち出す。そこに人間ドラマを取り入れた作品を発表し、『巨人の星』『無用ノ介』『あしたのジョー』『ワル』『空手バカ一代』『愛と誠』『釣りキチ三平』といった大ヒット作品を世に送り出す。

### 連載漫画家の特徴
創刊当初はライバル誌であった「少年サンデー」に手塚治虫や藤子不二雄、石森章太郎、赤塚不二夫といった通称『トキワ荘』組の有名漫画家たちの連載を先に取られたことから「マガジン」は原作付き漫画を余儀なくされた。そうしたなかでちばてつやが台頭し、川崎のぼる、さいとう・たかを、水木しげる、横山光輝、楳図かずお、ジョージ秋山、永井豪、松本零士、水島新司といった漫画家たち(先のトキワ荘組も含む)も参入し、1960～70年代の「マガジン」を盛り立てることとなる。
1970年後期には後発である「ジャンプ」「チャンピオン」が若手漫画家を中心に部数を伸ばしていたために「マガジン」でも先の大家からの方針転換として柳沢きみお、小林まこと、三浦みつる、もとはしまさひで、村生ミオ、楠みちはるといった新進気鋭の若手漫画家たちを起用し、新たな読者を獲得することとなる。
一方で大島やすいち、竜崎遼児、小林よしのりなど「マガジン」出身ではない漫画家を多く起用していた。1990年頃になるとその傾向は一旦低下するが、1999年頃から再び同社他誌の主力漫画家や他社デビューの漫画家を積極的に起用するようになっている。前者についてはCLAMP（『なかよし』）や福本伸行（『週刊ヤングマガジン』）が該当し、後者については大暮維人（『ウルトラジャンプ』）や木多康昭（『週刊少年ジャンプ』）、久米田康治（『週刊少年サンデー』）、ヒロユキ（『月刊少年ガンガン』）、鈴木央（『週刊少年ジャンプ』、『週刊少年サンデー』、『週刊少年チャンピオン』）、大久保篤（『月刊少年ガンガン』）、雷句誠（『週刊少年サンデー』）、大高忍（『ヤングガンガン』、『週刊少年サンデー』）などがいる。その他能條純一や板垣恵介など他社の主力漫画家が一時的に『週刊少年マガジン』で連載を行なうことがある。
女性漫画家の起用は早い時期から多く行なっているが、ペンネームが男性風になることが多い。例として塀内真人（現・塀内夏子）、島崎譲、大島司、さとうふみや、恵広史、山本航暉などがおり、他誌では女性風だったペンネームをわざわざ男性風にした久保ミツロウのケースもある。最近では咲香里や吉河美希、西山優里子など男性風に変えない女性漫画家もいる。ちなみに初の連載女性漫画家は髙橋美由紀である（1982年46号）。
ショートギャグにも比重を置いていることから専門の漫画家も多く起用しており、過去には斉藤富士夫や三ツ森あきら、現在は西本英雄や氏家ト全がそれに該当する。また島田英次郎のように普段は他誌で連載をしているが、本誌の連載漫画が休載したときの穴埋めとしてショートギャグ漫画の読み切りを描くことがある。
作家には3人ほどの担当者が付き、それぞれ意見を出すというシステムであり、赤松健は責任の所在が明らかでないなど公務員的だが、満遍なく意見が聞けるとしている。また、週刊少年ジャンプと同じく専属契約制度がある。

### グラビア企画
多数の女性芸能人を輩出しているオーディション企画ミスマガジンを始め、グラビアアイドルや人気女優などのカラーグラビアも積極的に行なっている。また、「マガジン一押し!若手アイドル○連発」などと銘打ってまだ知名度の低いグラビアアイドルをまとめて掲載する企画が不定期で行なわれており、中には乙葉や小倉優子など、その後知名度が高くなった女性タレントも出演していた。しかし、2000年代後半以後はすでにテレビで活躍している女性タレント（スザンヌ、南明奈など）が出演することが多い。稀に男性芸能人が出演することもあり、2000年8号では男性バンドのL'Arc〜en〜Cielが、2015年42号では男女4人組バンドのSEKAI NO OWARIが出演した。ちなみに本誌の表紙を飾った最初の女性芸能人は1970年43号の藤圭子、表紙を飾った最初の水着アイドルは1972年33号の山口いづみである。

### アンケートの扱い
読者アンケートは、編集方針の参考という扱いである。『週刊少年ジャンプ』とは異なり、アンケート至上主義ではないが、アンケートで人気が芳しくなかった作品は打ち切りとなることが多い。
掲載順は「アンケート上位順」ではなく、様々な要因によって決定される。例えば、「単行本の売り上げや作品同士の相性を考慮する、特に読者にアピールしたい作品を上位にする」「巻末にギャグ漫画 を配置する」などである。そのため、常時下位掲載でも打ち切られないケース も見られる（いわゆるしんがり漫画）。

### 作品の転出および転入
人気が低迷したり作者・編集部側の事情などにより本誌で打ち切りになったとしても完全に打ち切るのではなく、兄弟誌である『マガジンSPECIAL』や『月刊アフタヌーン』へ舞台を移して連載をするケースがある。例として「Dreams」や「ガチャガチャ」などが前者へ、「ヴィンランド・サガ」が後者へ移籍している。逆に『マガジンSPECIAL』や『別冊少年マガジン』から本誌へ舞台を移すケースがあり、「将太の寿司」や「生徒会役員共」などが前者から、「神さまの言うとおり」や「リアルアカウント」などが後者から移籍している。移籍しても同一タイトルとして話数を継続させるケースもあれば、移籍を機に改題して（「神さまの言うとおり」→「神さまの言うとおり弐」など）別シリーズとして始めるケースもある。また、「彼女とキスする50の方法」のように本誌で短期連載を行なったのち『マガジンSPECIAL』で本連載を開始するケースや、「Dr.デュオ」のように『マガジンSPECIAL』でサイドストーリーを行ってから本誌で本連載を開始するケースがある。
特異な例として、料理冒険漫画である「中華一番!」は本誌から『マガジンSPECIAL』に移籍したのち、『真・中華一番!』と改題して本誌に復帰。逆に「スミレ17歳!!」は『マガジンSPECIAL』で連載が始まり、「スミレ16歳!!」と改題して本誌に移籍したのち、再び『マガジンSPECIAL』へ戻っている。また「KAGETORA」のように『マガジンSPECIAL』での本連載を一度休み、本誌で同名別ストーリーの短期集中連載を行なうこともある。その他、『マガジンSPECIAL』や『別冊少年マガジン』の連載作品がPRも兼ねて本誌で読みきりを掲載することもある。

### コラボレーション・メディアミックスなど
当誌におけるメディアミックスの代表作として『魔法先生ネギま!』が挙げられ、アニメ・ドラマ化以外にもTVゲームやカードなど幅広いジャンルで活動している。エイベックスとのメディアミックスで『アソボット戦記五九』が連載。西尾維新プロジェクトとのメディアミックスで大暮維人による「化物語」のコミカライズ版が連載。小説家になろうからは不二涼介による「シャングリラ・フロンティア〜クソゲーハンター、神ゲーに挑まんとす〜」のコミカライズ版が連載。また、創刊50周年記念として『週刊少年サンデー』との数々のコラボレーション企画が行われたり、テレビ朝日のドキュメント番組『GET SPORTS』とのタイアップによる短編作品や女性アイドルグループ『AKB48』公認漫画作品『AKB49〜恋愛禁止条例〜』の連載が行われている。さらに、パズル&ドラゴンズとのコラボイベントが行われていたり、『週刊少年ジャンプ』とのコラボレーションとして、専用アプリ『ジャンマガ学園』を配信している。創刊60周年記念として真島ヒロの作品「RAVE」、「FAIRY TAIL」、「EDENS ZERO」とのクロスオーバー漫画「HERO'S」が作者本人によって連載される。

### 約物の使用
作中の台詞表現において、句読点を原則として用いず、沈黙を表すリーダーも三点リーダー（…）ではなく二点リーダー（‥）を用いるという特色がある。この特徴は、マガジンSPECIALや月刊少年マガジン、週刊ヤングマガジン等の系列・派生誌でも見られる（一方、同じ講談社発行のモーニングとその系列誌では、一貫して三点リーダーが用いられている）。
また、『スクールランブル』と『新約「巨人の星」花形』の三点リーダーや『さよなら絶望先生』の木津千里の台詞にある句読点など、例外も存在する。

## 歴史

### 1959年 - 1960年
1950年代に入りテレビ時代の到来によって人々の生活が月単位から週単位に変わり、雑誌の世界でも週刊誌が続々刊行された。それは少年誌の世界にも押し寄せ、小学館も月刊誌から週刊誌への移行に向けて着々と準備を進めていた。同じく『ぼくら』『少年倶楽部』などの月刊少年誌を持つ講談社も少年誌の週刊化に着手する。互いに創刊時期を予定日よりも早く繰り上げた結果、1959年3月17日に小学館の『週刊少年サンデー』とともに講談社で『週刊少年マガジン』が創刊した。
「サンデー」の創刊号表紙が大物ルーキーとして新人王に輝いた読売巨人軍の長嶋茂雄であったことに対し、「マガジン」は当時大人気だった大相撲の大関・朝潮(後に第46代横綱)を起用。当初は火曜日発売で定価は40円だったが、同年5号で30円に値下げ。キャッチコピーは同年14号から翌1960年26号まで「ゆめと希望の少年マガジン」だった。当初の主力作品は連続小説が大半を占めていた。漫画は5本のみで、全体のページ数の6割以上は小説とニュース、スポーツ、科学などの読み物で占められ、教育的雰囲気が漂っていた。
創刊当初はライバル誌である『週刊少年サンデー』がすでに手塚治虫を筆頭に寺田ヒロオ、藤子不二雄、石森章太郎、赤塚不二夫など「トキワ荘」組の有名漫画家たちの連載を勝ち取り、「マガジン」は後れをとった。また、初代編集長の牧野武朗は週刊誌における漫画家の負担を考え、原作と漫画の分業制を打ち出し、当初のマガジンは原作付き漫画が多かった。

### 1961年 - 1965年
1961年に野球漫画『ちかいの魔球』の連載開始。後にマガジンの若きエースとして活躍するちばてつやの本誌初連載(原作・福本和也)となる。1962年には、プロレス漫画『チャンピオン太』の連載開始。後にマガジンにおいて数々のヒット作を生み出しスポ根ブームを巻き起こす原作者・梶原一騎の本誌における初めての連載(画・吉田竜夫)となる。
1963年には『黒い秘密兵器』(原作：福本和也、漫画：一峰大二)、『8マン』(原作：平井和正、漫画：桑田次郎)、『紫電改のタカ』(ちばてつや)、1964年に『丸出だめ夫』(森田拳次)のヒットにより後れをとっていたマガジンも軌道に乗り出す。
1965年、当時テレビアニメとなり人気の頂点にあった『8マン』だが、作者の桑田次郎が拳銃不法所持で逮捕されたことで連載の打ち切りが決定。本誌初連載となる手塚治虫のSF漫画『W3』がわずか連載6回で突如中断し、「サンデー」に移籍するといった事件(W3事件)が相次ぎ、マガジンにとっても試練を迎えることとなる。

### 1966年 - 1967年
この窮地に三代目編集長として抜擢された内田勝は手塚漫画のアンチテーゼとして関西で勃興していた劇画に着目する。劇画のリアルな表現手法と人間讃歌を描いた大河ドラマを企画していたことから小説家志望であった梶原一騎を原作者に起用。当時、物書きとして先行きに不安を感じ思い悩んでいた梶原だが「梶原さん、マガジンの佐藤紅緑になってほしいんです」という内田の一言から引き受ける決意をする。
1966年から始まった『巨人の星』(原作：梶原一騎、漫画：川崎のぼる)は瞬く間に人気となって大ヒットし、テレビアニメとなり視聴率は常時30%台を記録。アニメとの相乗効果により社会現象となってそれまで大人たちから悪書としてみなされていた漫画の中で初めて市民権を得た作品となった。
『巨人の星』の空前のブームによりマガジンの快進撃が始まり、それ以前の『ハリスの旋風』(ちばてつや)、『悪魔くん』(水木しげる)を含めて『サイボーグ009』(石森章太郎)、『天才バカボン』(赤塚不二夫)、『無用ノ介』(さいとう・たかを)、『ゲゲゲの鬼太郎』(水木しげる)などのヒット作を生み出し、1967年1月にはついに100万部を突破した。また大伴昌司の構成によるグラビア記事も人気に大きく貢献した。円谷プロの怪獣物テレビ番組「ウルトラQ」の怪獣を表紙に採用し、メディア・ミックスの先駆ともなった。

### 1968年 - 1971年

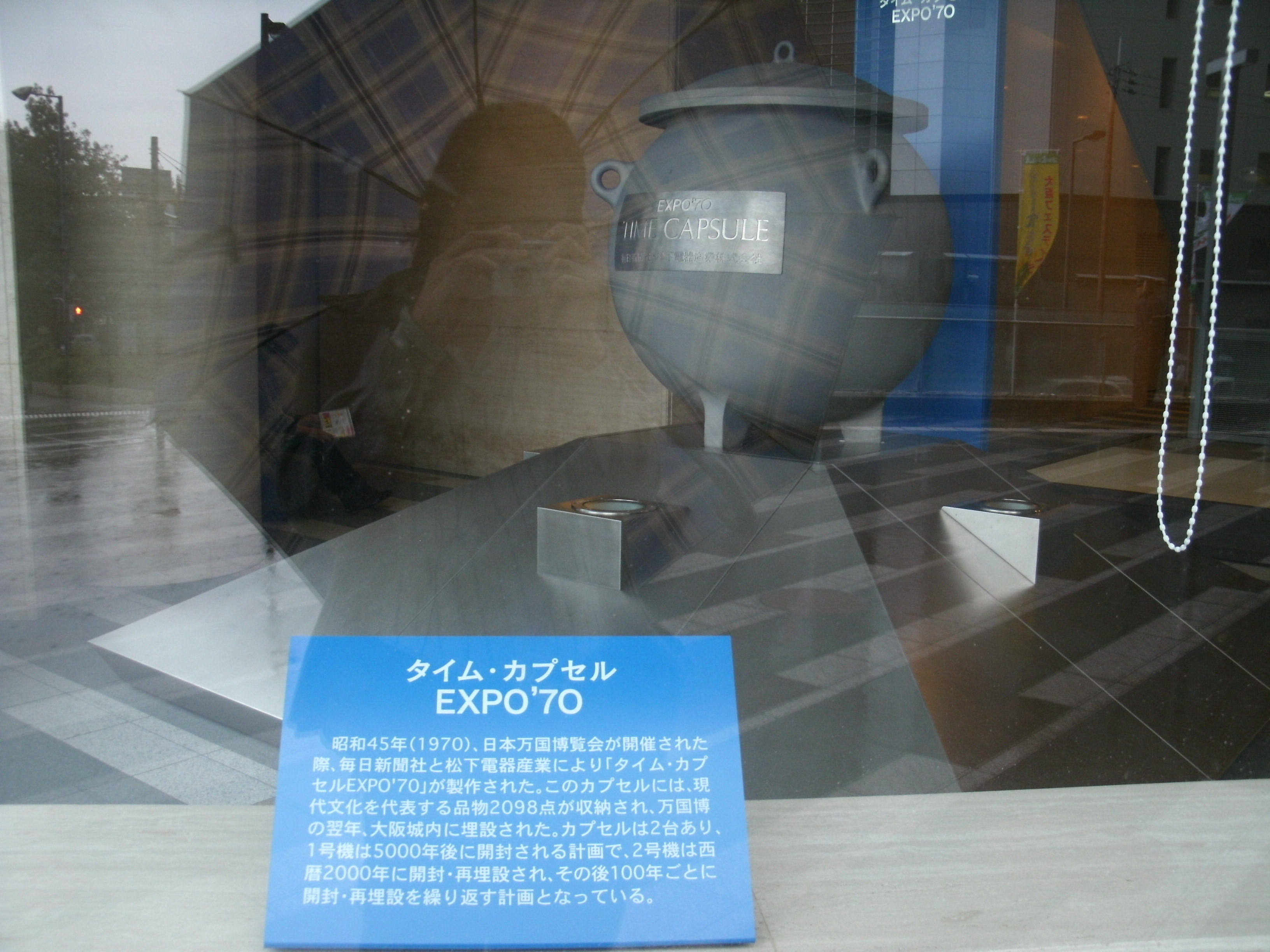
日本万国博覧会（大阪万博）を記念して制作されたタイムカプセル。当時の少年雑誌の最高部数雑誌として1970年14号が納められた。

1968年に『あしたのジョー』(原作：高森朝雄、漫画：ちばてつや)の連載開始。『巨人の星』同様、人気が爆発し、テレビアニメになった。連載中に主人公の矢吹丈のライバルである力石徹が死亡した時は全国から1万通もの弔電が寄せられ、あまりの反響の大きさから東京・音羽の講談社講堂で現実の葬儀が行われ、全国から700名を超える弔問客が集まった。この時期、週刊少年マガジンは学生運動家からの支持を得ており、当時発生した日航機「よど号」ハイジャックで犯人のリーダーである田宮高麿は「そして最後に確認しよう。われわれはあしたのジョーである」と言い残して北朝鮮へと旅立ち、ジョーの人気(社会現象)を象徴する事件であった。それまで子どもの読み物であった漫画が『あしたのジョー』などによって大学生も読むようになり、大学生の間で｢右手に（朝日）ジャーナル左手にマガジン｣と言われたこともあった。
『巨人の星』『あしたのジョー』の2大スポ根マンガでライバルであった「週刊少年サンデー」を引き離し一気に少年雑誌としての地位を不動のものとしたマガジンであったが、当時の青年の感性に合わせ、1969年に開始した『キッカイくん』(永井豪)ではエログロナンセンスが用いられ、1970年には『ワル』(原作：真樹日佐夫、漫画：影丸譲也)、『光る風』(山上たつひこ)、『メッタメタガキ道講座』(谷岡ヤスジ)、『アシュラ』(ジョージ秋山)など多くの問題作が登場。それによって部数が急落し、ピーク時に150万部を超えていたマガジンが1971年4月には50万部台にまで落ち込んだ。

### 1971年 - 1977年
内田の後を継いだ四代目編集長・宮原照夫はアングラ化したマガジンを従来の少年誌へ戻す方向転換をし、『釘師サブやん』(原作：牛次郎、漫画：ビッグ錠)、『男おいどん』(松本零士)、の新連載を始め、兄弟誌『ぼくらマガジン』の休刊に伴い、『仮面ライダー』(石森章太郎)、『タイガーマスク』(原作：梶原一騎、漫画：辻なおき)を本誌に移籍、「別冊少年マガジン」で連載が内定していた『空手バカ一代』(原作：梶原一騎、漫画：つのだじろう)を本誌に登場させ軌道修正を図った。
1973年には梶原一騎原作の青春純愛劇画『愛と誠』(画：ながやす巧)の連載開始。この頃には部数を100万部の大台を再び回復させるなど原点回帰の方向性は結果として現れた。『釣りキチ三平』(矢口高雄)、『おれは鉄兵』(ちばてつや)、『うしろの百太郎』(つのだじろう)、『三つ目がとおる』(手塚治虫)、『野球狂の詩』(水島新司)がスタートする。
しかし、マガジンが低迷期を過ごしていた間に後発である「ジャンプ」「チャンピオン」が急速に部数を伸ばし、マガジンは新たに篠山紀信による人気アイドルのグラビア記事を導入するも、1973年に『週刊少年ジャンプ』に発行部数首位の座を奪われた。このため1975年1号より創刊以来親しまれた誌名ロゴを初めて大幅に変更するなどのリニューアルを行なった。

### 1978年 - 1982年
2度目の誌名ロゴ変更を行った1978年2号で創刊1000号到達。だがこの頃の『マガジン』は『ジャンプ』だけでなく、『サンデー』や『チャンピオン』の後塵をも拝する状態となっていた。その原因として他誌が若手漫画家を中心にしている時代にマガジンだけが大家となった漫画家たちをメインに据えていたことが挙げられる。
五代目編集長に就任した三樹創作は他誌に倣ってマガジンでも新進気鋭の若手漫画家たちに力を入れ、『翔んだカップル』(柳沢きみお)、『1・2の三四郎』(小林まこと)を連載させ、大ヒットとなる。特に『翔んだ』はラブコメブームの火付け役となった。そこから『胸さわぎの放課後』(村生ミオ)、『あした天気になあれ』(ちばてつや)、『The♥かぼちゃワイン』(三浦みつる)、『あいつとララバイ』(楠みちはる)、『コータローまかりとおる!』(蛭田達也)といった新たな主力作品の登場と新体制により勢いを徐々に取り戻し、部数を回復させた。

### 1982年 - 1988年
1982年には初の雑誌系オーディション企画「ミスマガジン」が開始され、同年26号からはイメージキャラクターのモグラ「ピモピモ」が登場する。1983年は定期増刊『マガジンSPECIAL』を創刊、オートバイ漫画としては『マガジン』始まって以来の大ヒット作となる「バリバリ伝説」の連載が開始。さらに創刊25周年イヤーである1984年、15号より誌名ロゴを現在のバージョンに変更。1980年代後半には少年誌の部数で『サンデー』を再び抜き、2位となったが、首位の『ジャンプ』の背中はまだ遠く、差は開く一方だった。この時代には、『ミスター味っ子』(寺沢大介)「THE STAR」(島崎譲)『オフサイド』(塀内夏子)、「ブレイクショット」(前川たけし)「名門!第三野球部」(むつ利之)「スーパードクターK」(真船一雄)などが掲載された。

### 1989年 - 1994年
平成時代の幕開けとなった1990年代前半は大ヒット作となる「金田一少年の事件簿」の連載が開始され、『マガジン』史上最も連載期間の長い「はじめの一歩」を始めとする「シュート!」「オフサイド」「風のシルフィード」などのスポーツ漫画や、「湘南純愛組!」「カメレオン」「疾風伝説 特攻の拓」などのヤンキー漫画の分野でヒット作が続出。1990年代の第2次黄金期の基礎を築いた。
しかし1990年代初頭に『ジャンプ』が発行部数600万部を突破したことなどもあってか、この頃のマガジンの健闘ぶりは当時は過小評価されがちで、スポーツものや不良ものに比重を重く置いたこの頃の誌面の内容には、「絞れば汗が出る」と揶揄する声も一部にはあった。
前述の作品と同時期には「MMR」「BOYS BE…」「将太の寿司」「覇王伝説 驍」「ビバ!柔道愚連隊」「破壊王ノリタカ!」「キャプテンキッド」「LET'S ぬぷぬぷっ」「MAYA 真夜中の少女」などの作品も連載されていた。
1994年には草創期から長年に渡って『マガジン』で連載を続けていたちばてつやが、「少年よラケットを抱け」の連載終了をもって『マガジン』から離れている。

### 1995年 - 1999年
「金田一少年の事件簿」「はじめの一歩」「シュート!」などの看板漫画を擁する『マガジン』は、看板漫画を失った『ジャンプ』との差を徐々に縮め、1997年にはついに『ジャンプ』を抜き久々に発行部数首位の座を取り返す。この期間には「金田一少年の事件簿」「GTO」「サイコメトラーEIJI」などの看板・主力作品のドラマ化・アニメ化といったメディアミックスが行われたことで、多くの読者を呼びこんだ。
また、1998年から始まった「ラブひな」がヒットし、関連グッズも飛ぶように売れ、そのことが後の『マガジン』の路線に多大な影響を与えることとなる。さらに、それまでの『マガジン』としては珍しかった「RAVE」「SAMURAI DEEPER KYO」「GetBackers-奪還屋-」などのファンタジー漫画・アクション漫画が立て続けにヒット。他には、「へなちょこ大作戦Z」「中華一番!」「脳みそプルン!」「Dreams」「蒼き神話マルス」「哲也-雀聖と呼ばれた男」など、まさしく第2次黄金期と言えるほどの、誌面の充実振りを見せた。
| 作品名                             | 作者         | 原作者           | 備考                                         |
| ---------------------------------- | ------------ | ---------------- | -------------------------------------------- |
| はじめの一歩                       | 森川ジョージ |                  | TVアニメ化                                   |
| カメレオン                         | 加瀬あつし   |                  | OVA化                                        |
| シュート!                          | 大島司       |                  | 実写映画、TVアニメ化                         |
| BOYS BE…                           | 玉越博幸     | イタバシマサヒロ | TVドラマ化                                   |
| 金田一少年の事件簿                 | さとうふみや | 天樹征丸         | TVドラマ、実写映画、TVアニメ化               |
| 将太の寿司                         | 寺沢大介     |                  | 実写ドラマ、TVアニメ化                       |
| Harlem Beat                        | 西山優里子   |                  |                                              |
| 新・コータローまかりとおる! 柔道編 | 蛭田達也     |                  | 「コータローまかりとおる!」 時代に実写映画化 |
| へなちょこ大作戦Z                  | 西本英雄     |                  |                                              |
| 脳みそプルン!                      | 川口憲吾     |                  |                                              |
| サイコメトラーEIJI                 | 朝基まさし   | 安童夕馬         | TVドラマ化                                   |
| Dreams                             | 川三番地     | 七三太朗         |                                              |
| GTO                                | 藤沢とおる   |                  | TVドラマ、実写映画、TVアニメ化               |
| 哲也-雀聖と呼ばれた男              | 星野泰視     | さいふうめい     | TVアニメ化                                   |
| ラブひな                           | 赤松健       |                  | TVアニメ化                                   |
| GetBackers-奪還屋-                 | 綾峰欄人     | 青樹佑夜         | TVアニメ化                                   |
| SAMURAI DEEPER KYO                 | 上条明峰     |                  | TVアニメ化                                   |
| RAVE                               | 真島ヒロ     |                  | TVアニメ化                                   |
| 泣くようぐいす                     | 木多康昭     |                  |                                              |
| 釣りに行こうぜ!!                   | 森一生       |                  |                                              |
| テルミ×テルミ×テルミ               | 岡田鯛       | 佐木飛朗斗       |                                              |
| スノードルフィン                   | 大石知哉     | 有森丈時         |                                              |

### 2000年 - 2005年
2000年代に入ると、1990年代中 - 後期の第2次黄金期を支えた主力作品の休載・終了が目立つようになり、部数は徐々に下降していった。そして2002年5月20日、副編集長が大麻所持で逮捕される事件が起きる。『マガジン』はこの1年で部数が急落し、8月には再び『ジャンプ』に首位の座を奪われてしまう。
2003年にはCLAMPを少年誌の『マガジン』本誌に引き抜き、「ツバサ-RESERVoir CHRoNiCLE-」を連載する。またこの年に「魔法先生ネギま!」の連載が開始され、同作のメディアミックスが盛んに行われた。2004年40号から作者目次コメントが開始される。その直後より「スクールランブル」を始めとした萌え系や恋愛漫画などが多く誌面に見られるようになった。
これらと従来の連載陣に加えて、『サンデー』から移籍した久米田康治が「さよなら絶望先生」の連載を開始したり、巻末漫画として「もう、しませんから。」が定着するなど、ギャグ漫画の分野でも個性的なヒット作が登場した。その他にも、「魁!!クロマティ高校」「ゴッドハンド輝」「クニミツの政」「DRAGON VOICE」「探偵学園Q」「トッキュー!!」「15の夜」などがこの時期に連載された。

### 2006年 - 2014年
「あひるの空」「Over Drive」「エリアの騎士」「ダイヤのA」「スマッシュ!」「ベイビーステップ」などスポーツ漫画の新連載が大量に始まる。「巨人の星」のリメイク漫画、「新約「巨人の星」花形」の新連載が決定されたときは、テレビや新聞などの各種マスコミにも取り上げられた。勢いがあった萌え系・ファンタジー系はやや落ち着いた反面、「FAIRY TAIL」や「ダイヤのA」等のヒットこそあったものの部数の減少に歯止めはかからず、2007年には発行部数が200万部を下回る。2008年には50周年記念として様々な企画を行い、ライバル誌の『サンデー』と協力して異例のコラボレーションを見せた。「シバトラ」「BLOODY MONDAY」「賭博覇王伝 零」「CØDE:BREAKER」「生徒会役員共」「ゼロセン」などが連載開始。
2009年3月17日「少年サンデー・少年マガジン創刊50周年大同窓会」が東京で開催された。一方テレビドラマ化の乱発やGTOの続編にあたる「GTO SHONAN 14 DAYS」を連載する。2001年に連載が終了し、以降短期集中連載を行なっていた「金田一少年の事件簿」の定期連載を2012年に再開し、その続編となる「金田一少年の事件簿R」として通常連載する。また、これまで『ジャンプ』『サンデー』『チャンピオン』で連載を行っていた鈴木央が「七つの大罪」の連載を開始し、現在出版されている週刊少年漫画四誌すべてで連載を開始することになった。この頃からスポーツ漫画の新連載が落ち着き、ジャンルが多種多彩になる。この時期には、「波打際のむろみさん」「我間乱〜GAMARAN〜」「だぶるじぇい」「GE〜グッドエンディング〜」「A-BOUT!」「アゲイン!!」「AKB49〜恋愛禁止条例〜」「探偵犬シャードック」などが連載開始。
2013年1号に「はじめの一歩」が週刊少年マガジン初となる連載1000回を達成し、同年には赤松健が「魔法先生ネギま!」の続編にあたる「UQ HOLDER!」の連載を開始、2014年には瀬尾公治が「涼風」の続編にあたる「風夏」の連載を開始するが、出版不況や「ツバサ-RESERVoir CHRoNiCLE-」「ヤンキー君とメガネちゃん」「魔法先生ネギま!」「エア・ギア」「さよなら絶望先生」「エデンの檻」「君のいる町」などの人気作品の連載終了および打ち切り、さらに新連載の短期打ち切りなどが影響し発行部数は下がり続け、2014年には120万部を下回った。2002年から『マガジン』で連載を続けていた山田恵庸が、「CHARON」の打ち切りをもって『マガジン』から離れる。その他には、「山田くんと7人の魔女」「我妻さんは俺のヨメ」「アホガール」「聲の形」「ACMA:GAME」「りぶねす」「せっかち伯爵と時間どろぼう」などが連載開始。

### 2015年 - 2019年
2015年1月7日、電子版の配信が開始されるが、森川ジョージの作品や紙版で表紙を飾る巻頭グラビアは非掲載のため、表紙の中心が巻頭カラーを飾る漫画作品となっている。同年8月3日にはウェブコミックサイト『マガジンポケット』（以下：マガポケ）を開設。2016年は「聲の形」が映画化されたが、発行部数は引き続き下がり100万部を下回った。2017年には「エリアの騎士」「FAIRY TAIL」「金田一少年の事件簿」「ベイビーステップ」などの人気作品の連載が終了され、さらに90万部を下回った。2018年には瀬尾公治の作品「風夏」が連載終了となるが、同作者による「ヒットマン」、Twitterで大反響を起こした「男子高校生を養いたいお姉さんの話」、真島ヒロによる新作「EDENS ZERO」が連載される。
2019年にマガジンが創刊60周年を迎え、同年4・5合併号の紙版に「はじめの一歩」が連載30周年を迎えた。
他誌で活躍していた漫画家による連載もますます盛んに行われ、2015年には『週刊ヤングマガジン』で連載を行っていた和久井健が初の少年誌漫画となる「デザートイーグル」、『月刊少年ガンガン』で連載を行っていた大久保篤が「炎炎ノ消防隊」、『ジャンプ』で連載していた甲斐谷忍が22年ぶりの週刊少年誌漫画「無敵の人」、2016年には『サンデー』や『別冊少年マガジン』で連載していた雷句誠が「VECTOR BALL」、2018年には『ヤングガンガン』や『サンデー』で連載していた大高忍が「オリエント」、2019年には『ゲッサン』で連載していた山本崇一朗が「それでも歩は寄せてくる」の連載を開始している。
後に和久井は「東京卍リベンジャーズ」を連載する。「東京卍リベンジャーズ」はアニメ化や実写映画が大ヒットし、一躍人気作品となった。その他にも「DAYS」「ドメスティックな彼女」「リアルアカウント」「徒然チルドレン」「星野、目をつぶって。」「川柳少女」「不滅のあなたへ」「五等分の花嫁」「彼女、お借りします」「寄宿学校のジュリエット」「ランウェイで笑って」「ブルーロック」「化物語」などが連載している。
『マガジンポケット』と『少年ジャンプ+』との共同企画である『ジャンマガ学園』が2019年4月8日から同年6月10日の期間限定で、「週刊少年マガジン」と「週刊少年ジャンプ」等の連載作品約150タイトルを無料で読むことができるwebサイトを立ち上げ、史上初めて両誌による共同企画が実現した。

### 2020年 -
2020年5月下旬から7月上旬までは新型コロナウイルスの影響で、紙版ではそれまで表紙の中心だった巻頭グラビアの代わりに、巻頭カラーを飾る漫画作品が表紙の中心になる傾向となった。
2020年には「山田くんと7人の魔女」を連載していた吉河美希が「カッコウの許嫁」、「アホガール」を連載していたヒロユキが「カノジョも彼女」を連載開始。2021年には「七つの大罪」を連載していた鈴木央が続編である「黙示録の四騎士」、「風夏」や「ヒットマン」などを連載していた瀬尾公治が「女神のカフェテラス」、「五等分の花嫁」を連載していた春場ねぎが「戦隊大失格」、「エリアの騎士」を連載していた伊賀大晃・月山可也が「iコンタクト」、「DAYS」を連載していた安田剛士が「青のミブロ」の連載を開始しているなど連載経験作家が次々に新作を発表している。その他にも「シャングリラ・フロンティア〜クソゲーハンター、神ゲーに挑まんとす〜」「甘神さんちの縁結び」「黒岩メダカに私の可愛いが通じない」などが連載を開始した。

## 作品のメディアミックス

### アニメ化
テレビアニメについては1960年代から1970年代前半にかけては『巨人の星』や『あしたのジョー』などといった人気作品がアニメ化されたが、1970年代後半から1980年代にかけてはアニメ化される作品が少なかった。これは上記に記述されているとおり「泥臭さ・社会性」の誌風のため時代背景にあった作品を出すことができなかったためである。
1990年代以降はラブコメや萌え路線など誌風の多様化によりアニメ化される作品が多くなったが、2000年代になると少子化の影響により全日枠での放映が縮小され、深夜枠での放映が多くなっている。
週刊少年ジャンプにおける『ONE PIECE』や週刊少年サンデーにおける『名探偵コナン』のような長期に渡って放映し続けている作品がないため、時期によっては全く本誌の作品のアニメが放映されないこともある。
2000年代後期からは他社に先駆け、単行本の限定版にOVAを同梱する販売形態も行っている。

#### 現在放送中の作品
| 作品               | 放送開始日   | アニメーション制作         | 備考             |
| ------------------ | ------------ | -------------------------- | ---------------- |
| 彼女、お借りします | 2025年7月5日 | トムス・エンタテインメント | 第4期・第1クール |
| ガチアクタ         | 2025年7月6日 | BONES FILM                 |                  |
| カッコウの許嫁     | 2025年7月8日 | オクルトノボル             | 第2期            |

#### 放送予定の作品
| 作品                                                               | 放送年 | アニメーション制作      | 備考                                    |
| ------------------------------------------------------------------ | ------ | ----------------------- | --------------------------------------- |
| 不滅のあなたへ                                                     | 2025年 | ドライブ STUDIO MASSKET | 第3期 原作の連載は既に終了。            |
| 炎炎ノ消防隊                                                       | 2026年 | david production        | 第3期・第2クール 原作の連載は既に終了。 |
| デッドアカウント                                                   | 2026年 | SynergySP               | 原作はマガジンポケットにて連載中。      |
| 真夜中ハートチューン                                               | 2026年 | 月虹                    |                                         |
| カナン様はあくまでチョロい                                         | 2026年 | スタジオKAI             |                                         |
| 東京卍リベンジャーズ                                               | 2026年 | ライデンフィルム        | 第4期 原作の連載は既に終了。            |
| 青のミブロ                                                         | 2026年 | 未公表                  | 第2期                                   |
| ダイヤのA                                                          | 2026年 | 未公表                  | 第4期 原作の連載は既に終了。            |
| シャングリラ・フロンティア〜クソゲーハンター、神ゲーに挑まんとす〜 | 未公表 | 未公表                  | 第3期                                   |
| 黒岩メダカに私の可愛いが通じない                                   | 未公表 | 未公表                  | 第2期                                   |
| よわよわ先生                                                       | 未公表 | 未公表                  |                                         |
| 生徒会にも穴はある!                                                | 未公表 | パッショーネ            |                                         |
| サイボーグ009                                                      | 未公表 | 未公表                  | 新作アニメ 原作の連載は既に終了。       |

#### 過去にアニメ化された作品
| 作品                                                               | 放送年                                      | アニメーション制作                    | 備考 |
| ------------------------------------------------------------------ | ------------------------------------------- | ------------------------------------- | --- |
| 8マン                                                              | 1963年11月-1964年12月                       | TCJ                                   | アニメタイトル：エイトマン                                                                              |
| W3                                                                 | 1965年6月-1966年6月                         | 虫プロダクション                      | 週刊少年サンデーでも連載                                                                                |
| レインボー戦隊ロビン                                               | 1966年4月-1967年3月                         | 東映動画                              | |
| ハリスの旋風                                                       | 1966年5月-1967年8月（モノクロ版）           | ピー・プロダクション                  | |
| ハリスの旋風                                                       | 1971年10月-1972年9月（カラー版）            | 虫プロダクション                      | アニメタイトル：国松さまのお通りだい                                                                    |
| ゲゲゲの鬼太郎                                                     | 1968年1月-1969年3月（第1作）                | 東映動画                              | 映画あり 第4作以降は他誌での連載活動中心                                                                |
| ゲゲゲの鬼太郎                                                     | 1971年10月-1972年9月（第2作）               | 東映動画                              | 映画あり 第4作以降は他誌での連載活動中心                                                                |
| ゲゲゲの鬼太郎                                                     | 1985年10月-1988年3月（第3作）               | 東映動画                              | 映画あり 第4作以降は他誌での連載活動中心                                                                |
| ゲゲゲの鬼太郎                                                     | 1996年1月-1998年3月（第4作）                | 東映動画                              | 映画あり 第4作以降は他誌での連載活動中心                                                                |
| ゲゲゲの鬼太郎                                                     | 2007年4月-2009年3月（第5作）                | 東映アニメーション                    | 映画あり 第4作以降は他誌での連載活動中心                                                                |
| ゲゲゲの鬼太郎                                                     | 2008年1月-3月（墓場鬼太郎）                 | 東映アニメーション                    | 映画あり 第4作以降は他誌での連載活動中心                                                                |
| ゲゲゲの鬼太郎                                                     | 2018年4月-2020年3月（第6作）                | 東映アニメーション                    | 映画あり 第4作以降は他誌での連載活動中心                                                                |
| 巨人の星（アニメ）                                                 | 1968年3月-1971年9月（無印）                 | 東京ムービー                          | 映画、特別編あり 新・巨人の星は週刊読売にて連載                                                         |
| 巨人の星（アニメ）                                                 | 1977年10月-1978年9月（新・巨人の星）        | 東京ムービー                          | 映画、特別編あり 新・巨人の星は週刊読売にて連載                                                         |
| 巨人の星（アニメ）                                                 | 1979年4月-9月（新・巨人の星II）             | 東京ムービー                          | 映画、特別編あり 新・巨人の星は週刊読売にて連載                                                         |
| 巨人の星（アニメ）                                                 | 2002年10月（特別篇・猛虎 花形満）           | 東京ムービー                          | 映画、特別編あり 新・巨人の星は週刊読売にて連載                                                         |
| 巨人の星（アニメ）                                                 | 2007年4月（特別篇・父 一徹）                | 東京ムービー                          | 映画、特別編あり 新・巨人の星は週刊読売にて連載                                                         |
| サイボーグ009（アニメ）                                            | 1968年4月-9月（第1作）                      | 東映動画                              | 映画あり                                                                                                |
| サイボーグ009（アニメ）                                            | 1979年3月-1980年3月（第2作）                | 東映 日本サンライズ                   | 映画あり                                                                                                |
| サイボーグ009（アニメ）                                            | 2001年10月-2002年10月（THE CYBORG SOLDIER） | ジャパンヴィステック                  | 映画あり                                                                                                |
| タイガーマスク                                                     | 1969年10月-1971年9月                        | 東映動画                              | ぼくら・週刊ぼくらマガジンから転籍前より放送                                                            |
| あしたのジョー                                                     | 1970年4月-1971年9月（無印）                 | 虫プロダクション                      | 映画あり                                                                                                |
| あしたのジョー                                                     | 1980年10月-1981年8月（あしたのジョー2）     | 東京ムービー新社                      | 映画あり                                                                                                |
| 珍豪ムチャ兵衛                                                     | 1971年2月-3月                               | 東京ムービー                          | |
| 天才バカボン                                                       | 1971年9月-1972年6月（第1作）                | 東京ムービー                          | |
| 天才バカボン                                                       | 1975年10月-1977年9月（第2作）               | 東京ムービー                          | アニメタイトル：元祖天才バカボン                                                                        |
| 天才バカボン                                                       | 1990年1月-12月（第3作）                     | スタジオぴえろ                        | 本作の少し前から他誌での連載活動中心 アニメタイトル：平成天才バカボン                                   |
| 天才バカボン                                                       | 1999年10月-2000年3月 （第4作）              | スタジオぴえろ                        | アニメタイトル：レレレの天才バカボン                                                                    |
| 天才バカボン                                                       | 2018年7月-9月（第5作）                      | studioぴえろ+                         | アニメタイトル：深夜!天才バカボン                                                                       |
| デビルマン                                                         | 1972年7月-1973年3月                         | 東映動画                              | OVAあり                                                                                                 |
| 空手バカ一代                                                       | 1973年10月-1974年9月                        | 東京ムービー                          | |
| となりのたまげ太くん                                               | 1974年4月-1975年6月                         | スタジオ・ゼロ                        | アニメタイトル：たまげ太くん                                                                            |
| おれは鉄兵                                                         | 1977年9月-1978年3月                         | 日本アニメーション シンエイ動画       | |
| 野球狂の詩                                                         | 1977年12月-1979年3月                        | 日本アニメーション 土田プロダクション | 映画あり                                                                                                |
| 釣りキチ三平                                                       | 1980年4月-1982年6月                         | 日本アニメーション 土田プロダクション | OVAあり                                                                                                 |
| タイガーマスク二世                                                 | 1981年4月-1982年1月                         | 東映動画                              | 『タイガーマスク』の続編 月刊少年ポピーから転籍前より放送                                               |
| 愛の戦士レインボーマン（アニメ）                                   | 1982年10月-1983年4月                        | 愛企画センター 土田プロダクション     | |
| The･かぼちゃワイン                                                 | 1982年7月-1984年8月                         | 東映動画                              | 映画あり                                                                                                |
| あした天気になあれ                                                 | 1984年10月-1985年9月                        | 土田プロダクション                    | |
| コンポラキッド                                                     | 1985年6月-12月                              | 東映動画                              | |
| 三つ目がとおる                                                     | 1985年8月（日本テレビ版）                   | 東映動画                              | アニメタイトル：悪魔島のプリンス 三つ目がとおる                                                         |
| 三つ目がとおる                                                     | 1990年10月-1991年9月（テレビ東京版）        | 手塚プロダクション                    | |
| 剛Q超児イッキマン                                                  | 1986年4月-11月                              | 東映動画                              | |
| ミスター味っ子                                                     | 1987年10月-1989年9月                        | サンライズ                            | 特別編あり                                                                                              |
| 名門!第三野球部                                                    | 1988年10月-1989年9月                        | NAS                                   | |
| 悪魔くん                                                           | 1989年4月-1990年3月                         | 東映動画                              | 映画あり                                                                                                |
| 丸出だめ夫                                                         | 1991年11月-1992年9月                        | スタジオぴえろ                        | |
| シュート!                                                          | 1993年11月-1994年12月（第1作）              | 東映動画                              | アニメタイトル：蒼き伝説 シュート!                                                                      |
| シュート!                                                          | 2022年7月-9月（第2作）                      | EMTスクエアード                       | アニメタイトル： シュート! Goal to the Future                                                           |
| 金田一少年の事件簿（アニメ）                                       | 1997年4月-2000年9月（無印）                 | 東映動画 → 東映アニメーション         | 映画、OVAあり                                                                                           |
| 金田一少年の事件簿（アニメ）                                       | 2007年11月（無印・TVSP）                    | 東映動画 → 東映アニメーション         | 映画、OVAあり                                                                                           |
| 金田一少年の事件簿（アニメ）                                       | 2014年4月-9月（R・第1期）                   | 東映アニメーション                    | 映画、OVAあり                                                                                           |
| 金田一少年の事件簿（アニメ）                                       | 2015年10月-2016年3月（R・第2期）            | 東映アニメーション                    | 映画、OVAあり                                                                                           |
| 中華一番!                                                          | 1997年4月-1998年9月（無印）                 | 日本アニメーション スタジオぴえろ     | |
| 中華一番!                                                          | 2019年10月-12月（真・中華一番!・第1期）     | NAS                                   | |
| 中華一番!                                                          | 2021年1月-3月（真・中華一番!・第2期）       | NAS                                   | |
| LET'S ぬぷぬぷっ                                                   | 1998年10月-11月                             | グループ・タック                      | |
| GTO                                                                | 1999年6月-2000年9月                         | スタジオぴえろ                        | 総集編あり                                                                                              |
| 将太の寿司                                                         | 1999年10月                                  | スタジオコメット                      | アニメタイトル： 将太の寿司 心にひびくシャリの味                                                        |
| BOYS BE…                                                           | 2000年4月-7月                               | ハルフィルムメーカー                  | |
| ラブひな                                                           | 2000年4月-9月                               | XEBEC                                 | OVAあり                                                                                                 |
| はじめの一歩                                                       | 2000年10月-2002年3月（第1期）               | マッドハウス                          | OVAあり                                                                                                 |
| はじめの一歩                                                       | 2003年4月（TVSP）                           | マッドハウス                          | OVAあり                                                                                                 |
| はじめの一歩                                                       | 2009年1月-6月（第2期）                      | マッドハウス                          | OVAあり                                                                                                 |
| はじめの一歩                                                       | 2013年10月-2014年3月（第3期）               | マッドハウス MAPPA                    | OVAあり                                                                                                 |
| 哲也-雀聖と呼ばれた男                                              | 2000年10月-2001年3月                        | 東映アニメーション                    | アニメタイトル：勝負師伝説 哲也                                                                         |
| オフサイド                                                         | 2001年5月-2002年1月                         | 葦プロダクション                      | OVAあり                                                                                                 |
| RAVE                                                               | 2001年10月-2002年9月                        | スタジオディーン                      | |
| SAMURAI DEEPER KYO                                                 | 2002年7月-12月                              | スタジオディーン                      | |
| アソボット戦記五九                                                 | 2002年10月-2003年9月                        | エッグ                                | |
| GetBackers-奪還屋-                                                 | 2002年10月-2003年9月                        | スタジオディーン                      | |
| 探偵学園Q                                                          | 2003年4月-2004年3月                         | ぴえろ                                | |
| 魁!!クロマティ高校                                                 | 2003年10月-2004年3月                        | Production I.G                        | |
| スクールランブル（アニメ）                                         | 2004年10月-2005年3月（第1期）               | スタジオコメット                      | OVAあり                                                                                                 |
| スクールランブル（アニメ）                                         | 2006年4月-9月（第2期）                      | スタジオコメット                      | OVAあり                                                                                                 |
| 魔法先生ネギま!                                                    | 2005年1月-6月（第1期）                      | XEBEC                                 | OVA、映画あり                                                                                           |
| 魔法先生ネギま!                                                    | 2006年10月-2007年3月（第2期）               | ガンジス シャフト                     | OVA、映画あり                                                                                           |
| ツバサ-RESERVoir CHRoNiCLE-                                        | 2005年4月-10月（第1期）                     | ビィートレイン                        | 映画、OVAあり アニメタイトル：ツバサ・クロニクル                                                        |
| ツバサ-RESERVoir CHRoNiCLE-                                        | 2006年4月-11月（第2期）                     | ビィートレイン                        | 映画、OVAあり アニメタイトル：ツバサ・クロニクル                                                        |
| 涼風                                                               | 2005年7月-12月                              | スタジオコメット                      | |
| エア・ギア                                                         | 2006年4月-9月                               | 東映アニメーション                    | OVAあり                                                                                                 |
| Over Drive                                                         | 2007年4月-9月                               | XEBEC                                 | |
| ケンコー全裸系水泳部 ウミショー                                    | 2007年7月-9月                               | アートランド                          | |
| さよなら絶望先生（アニメ）                                         | 2007年7月-9月（第1期）                      | シャフト                              | OVAあり                                                                                                 |
| さよなら絶望先生（アニメ）                                         | 2008年1月-3月（第2期）                      | シャフト                              | OVAあり                                                                                                 |
| さよなら絶望先生（アニメ）                                         | 2009年7月-9月（第3期）                      | シャフト                              | OVAあり                                                                                                 |
| FAIRY TAIL                                                         | 2009年10月-2013年3月（第1期）               | A-1 Pictures サテライト               | OVA、映画あり                                                                                           |
| FAIRY TAIL                                                         | 2014年4月-2016年3月（第2期）                | A-1 Pictures ブリッジ                 | OVA、映画あり                                                                                           |
| FAIRY TAIL                                                         | 2018年10月-2019年9月（第3期）               | A-1 Pictures ブリッジ CloverWorks     | OVA、映画あり                                                                                           |
| 生徒会役員共                                                       | 2010年7月-9月（第1期）                      | GoHands                               | OVA、映画あり                                                                                           |
| 生徒会役員共                                                       | 2014年1月-3月（第2期）                      | GoHands                               | OVA、映画あり                                                                                           |
| だぶるじぇい                                                       | 2011年6月-9月                               | DLE                                   | |
| エリアの騎士                                                       | 2012年1月-9月                               | シンエイ動画                          | |
| CØDE:BREAKER                                                       | 2012年10月-12月                             | KINEMA CITRUS                         | |
| 波打際のむろみさん                                                 | 2013年4月-6月                               | タツノコプロ                          | OVAあり                                                                                                 |
| 君のいる町                                                         | 2013年7月-9月                               | GONZO                                 | OVAあり                                                                                                 |
| ダイヤのA                                                          | 2013年10月-2015年3月（第1期）               | MADHOUSE Production I.G               | |
| ダイヤのA                                                          | 2015年4月-2016年3月（第2期）                | MADHOUSE Production I.G               | |
| ダイヤのA                                                          | 2019年4月-2020年3月（第3期）                | MADHOUSE                              | |
| ベイビーステップ                                                   | 2014年4月-9月（第1期）                      | ぴえろ                                | |
| ベイビーステップ                                                   | 2015年4月-9月（第2期）                      | ぴえろ                                | |
| 七つの大罪                                                         | 2014年10月-2015年3月（第1期）               | A-1 Pictures                          | OVA、映画あり                                                                                           |
| 七つの大罪                                                         | 2016年8月-9月（TVSP）                       | A-1 Pictures                          | OVA、映画あり                                                                                           |
| 七つの大罪                                                         | 2018年1月-6月（第2期）                      | A-1 Pictures                          | OVA、映画あり                                                                                           |
| 七つの大罪                                                         | 2019年10月-2020年3月（第3期）               | スタジオディーン                      | OVA、映画あり                                                                                           |
| 七つの大罪                                                         | 2021年1月-6月（第4期）                      | スタジオディーン                      | OVA、映画あり                                                                                           |
| 山田くんと7人の魔女                                                | 2015年4月-6月                               | ライデンフィルム                      | |
| DAYS                                                               | 2016年7月-12月                              | MAPPA                                 | |
| 風夏                                                               | 2017年1月-3月                               | ディオメディア                        | |
| アホガール                                                         | 2017年7月-9月                               | ディオメディア                        | 別冊少年マガジンに転籍後に放送                                                                          |
| 徒然チルドレン                                                     | 2017年7月-9月                               | Studio五組                            | |
| UQ HOLDER!                                                         | 2017年10月-12月                             | J.C.STAFF                             | 『魔法先生ネギま!』の続編 別冊少年マガジンに転籍後に放送 アニメタイトル：UQ HOLDER!〜魔法先生ネギま!2〜 |
| 寄宿学校のジュリエット                                             | 2018年10月-12月                             | ライデンフィルム                      | |
| 五等分の花嫁                                                       | 2019年1月-3月（第1期）                      | 手塚プロダクション                    | 映画あり                                                                                                |
| 五等分の花嫁                                                       | 2021年1月-3月（第2期）                      | バイブリーアニメーションスタジオ      | 映画あり                                                                                                |
| 五等分の花嫁                                                       | 2023年9月（TVSP）                           | シャフト                              | 映画あり                                                                                                |
| 五等分の花嫁                                                       | 2024年12月（TVSP2）                         | バイブリーアニメーションスタジオ      | 映画あり                                                                                                |
| ドメスティックな彼女                                               | 2019年1月-3月                               | ディオメディア                        | |
| 川柳少女                                                           | 2019年4月-6月                               | CONNECT                               | |
| 炎炎ノ消防隊                                                       | 2019年7月-12月（第1期）                     | david production                      | |
| 炎炎ノ消防隊                                                       | 2020年7月-12月（第2期）                     | david production                      | |
| 炎炎ノ消防隊                                                       | 2025年4月-6月（第3期第1クール）             | david production                      | |
| あひるの空                                                         | 2019年10月-2020年9月                        | ディオメディア                        | |
| ランウェイで笑って                                                 | 2020年1月-3月                               | Ezo'la                                | |
| 彼女、お借りします                                                 | 2020年7月-9月（第1期）                      | トムス・エンタテインメント            | |
| 彼女、お借りします                                                 | 2022年7月-9月（第2期）                      | トムス・エンタテインメント            | |
| 彼女、お借りします                                                 | 2023年7月-9月（第3期）                      | トムス・エンタテインメント            | |
| 東京卍リベンジャーズ                                               | 2021年4月-9月（第1期）                      | ライデンフィルム                      | アニメタイトル：東京リベンジャーズ                                                                      |
| 東京卍リベンジャーズ                                               | 2023年1月-4月（第2期）                      | ライデンフィルム                      | アニメタイトル：東京リベンジャーズ                                                                      |
| 東京卍リベンジャーズ                                               | 2023年10月-12月（第3期）                    | ライデンフィルム                      | アニメタイトル：東京リベンジャーズ                                                                      |
| EDENS ZERO                                                         | 2021年4月-10月（第1期）                     | J.C.STAFF                             | |
| EDENS ZERO                                                         | 2023年4月-10月（第2期）                     | J.C.STAFF                             | |
| 不滅のあなたへ                                                     | 2021年4月-8月（第1期）                      | ブレインズ・ベース                    | |
| 不滅のあなたへ                                                     | 2022年10月-2023年3月（第2期）               | ドライブ                              | |
| カノジョも彼女                                                     | 2021年7月-9月（第1期）                      | 手塚プロダクション                    | |
| カノジョも彼女                                                     | 2023年10月 - 12月（第2期）                  | SynergySP                             | |
| テスラノート                                                       | 2021年10月-12月                             | ギャンビット                          | マガジンポケットに転籍後に放送                                                                          |
| オリエント                                                         | 2022年1月-3月（第1クール）                  | A・C・G・T                            | 別冊少年マガジンに転籍後に放送                                                                          |
| オリエント                                                         | 2022年7月-9月（第2クール）                  | A・C・G・T                            | 別冊少年マガジンに転籍後に放送                                                                          |
| カッコウの許嫁                                                     | 2022年4月-10月（第1期）                     | シンエイ動画 SynergySP                | |
| それでも歩は寄せてくる                                             | 2022年7月-9月                               | SILVER LINK.                          | |
| ブルーロック                                                       | 2022年10月-2023年3月（第1期）               | エイトビット                          | 映画あり                                                                                                |
| ブルーロック                                                       | 2024年10月-12月（第2期）                    | エイトビット                          | 映画あり                                                                                                |
| 女神のカフェテラス                                                 | 2023年4月-6月（第1期）                      | 手塚プロダクション                    | |
| 女神のカフェテラス                                                 | 2024年7月-9月（第2期）                      | 手塚プロダクション                    | |
| シャングリラ・フロンティア〜クソゲーハンター、神ゲーに挑まんとす〜 | 2023年10月-2024年3月（第1期）               | C2C                                   | コミカライズ原作 アニメタイトル：シャングリラ・フロンティア                                             |
| シャングリラ・フロンティア〜クソゲーハンター、神ゲーに挑まんとす〜 | 2024年10月-2025年3月（第2期）               | C2C                                   | コミカライズ原作 アニメタイトル：シャングリラ・フロンティア                                             |
| 黙示録の四騎士                                                     | 2023年10月-2024年3月（第1期）               | テレコム・アニメーションフィルム      | 『七つの大罪』の続編 アニメタイトル：七つの大罪 黙示録の四騎士                                          |
| 黙示録の四騎士                                                     | 2024年10月-12月（第2期）                    | テレコム・アニメーションフィルム      | 『七つの大罪』の続編 アニメタイトル：七つの大罪 黙示録の四騎士                                          |
| 戦隊大失格                                                         | 2024年4月-6月（第1期）                      | Yostar Pictures                       | |
| 戦隊大失格                                                         | 2025年4月 - 6月（第2期）                    | Yostar Pictures                       | |
| 甘神さんちの縁結び                                                 | 2024年10月-2025年3月                        | ドライブ                              | |
| 青のミブロ                                                         | 2024年10月-2025年3月（第1期）               | MAHO FILM                             | |
| 黒岩メダカに私の可愛いが通じない                                   | 2025年1月-3月（第1期）                      | SynergySP                             | |

| 作品             | 公開年 | アニメーション制作          | 備考 |
| ---------------- | ------ | --------------------------- | ---- |
| 幻魔大戦（映画） | 1983年 | 角川春樹事務所 マッドハウス |      |
| バツ&テリー      | 1987年 | 日本サンライズ              |      |
| あいつとララバイ | 1987年 | スタジオぴえろ              |      |
| アシュラ         | 2012年 | 東映アニメーション          |      |
| 聲の形（映画）   | 2016年 | 京都アニメーション          |      |

| 作品                   | 発売年        | アニメーション制作                                                           | 備考 |
| ---------------------- | ------------- | ---------------------------------------------------------------------------- | ---- |
| バリバリ伝説           | 1986年        | スタジオぴえろ                                                               |      |
| おがみ松吾郎           | 1989年        |                                                                              |      |
| 手天童子               | 1989年-1991年 | スタジオシグナル                                                             |      |
| うしろの百太郎         | 1991年        | ぴえろプロジェクト                                                           |      |
| カメレオン             | 1992年-1996年 | レオナ エッグ                                                                |      |
| 黒の獅士               | 1992年        | 南町奉行所 東京キッズ                                                        |      |
| 湘南純愛組!            | 1994年-1997年 | ライフワーク（1） J.C.STAFF（2から）                                         |      |
| クイーン・エメラルダス | 1998年-1999年 | OLM TEAM WASAKI（第1話、第2話） マルチ・アクセス・カンパニー（第3話、第4話） |      |
| いつだってMyサンタ!    | 2005年        | TNK                                                                          |      |

### ドラマ化
テレビドラマ・実写映画については1960年代に『無用ノ介』、1970年代に『愛と誠』、『野球狂の詩』、1980年代に『翔んだカップル』、『胸キュン刑事』（テレビドラマのみ）、『コータローまかりとおる!』（実写映画のみ）、1990年代に『シュート!』（実写映画のみ）、『金田一少年の事件簿』、『GTO』などが放映された。特に『金田一少年の事件簿』と『GTO』は視聴率も良好であったため後に映画化、更にはアニメ化もされている。平成期以降の作品で映画化のみされたものとして、『東京卍リベンジャーズ』、『赤羽骨子のボディガード』などが挙げられる。
| 作品名                                  | キー局                     | 放送時期 | 備考 |
| --------------------------------------- | -------------------------- | --- | --- |
| 金田一少年の事件簿 （ドラマ）           | 日本テレビ系列             | 1995年7月15日 - 9月16日 1996年7月13日 - 9月14日 2001年7月14日 - 9月15日 2014年7月19日 - 9月20日 2022年4月24日 - 7月3日 | 連続ドラマの他、過去6回単発でスペシャル版を放送。 山田涼介版のタイトルは「金田一少年の事件簿N（neo）」。 1997年に映画化（ドラマ版項目を参照）。 1997年、2007年、2014年、2015年に読売テレビでアニメ化（アニメ版の記事を参照）。 |
| MMR マガジンミステリー調査班 （ドラマ） | フジテレビ系列             | 1996年4月18日 - 9月12日                                                                                                | タイトルは「MMR未確認飛行物体」。 木曜の怪談内にてオムニバス形式で放送。 |
| 将太の寿司                              | フジテレビ系列             | 1996年4月19日 - 9月20日                                                                                                | 1999年10月にテレビ東京で単発アニメ化。 |
| サイコメトラーEIJI                      | 日本テレビ系列             | 1997年1月11日 - 3月15日 1999年10月16日 - 12月18日                                                                      | 2000年にスペシャル版を放送。 |
| GTO                                     | 関西テレビ・フジテレビ系列 | 1998年7月7日 - 9月22日 2012年7月3日 - 9月11日 2014年7月8日 - 9月16日                                                   | 反町隆史版で1回、AKIRA版で3回スペシャル版を放送。 1999年に映画化（反町隆史版の記事を参照）。 1999年にフジテレビでアニメ化（原作の記事を参照）。                                                                                |
| BOYS BE…                                | 日本テレビ系列             | 1998年10月4日 - 12月27日                                                                                               | タイトルは「BOYS BE…Jr.」。 ジャニーズJr.によるオムニバス形式で放送。 2000年にWOWOWでアニメ化（原作の記事を参照）。 |
| MAYA 真夜中の少女                       | BS日テレ                   | 2003年3月8日 | 日テレジェニック2002卒業制作ドラマとして放送。 連載終了後のドラマ化。 |
| クニミツの政                            | 関西テレビ・フジテレビ系列 | 2003年7月1日 - 9月9日                                                                                                  | |
| 探偵学園Q                               | 日本テレビ系列             | 2007年7月3日 - 9月11日                                                                                                 | 2003年にTBSでアニメ化（原作の記事を参照）。 |
| 魔法先生ネギま! （ドラマ）              | テレビ東京系列             | 2007年10月3日 - 2008年3月26日                                                                                          | タイトルは「MAGISTER NEGI MAGI 魔法先生ネギま!」。 2005年、2006年にテレビ東京でアニメ化（アニメ版の記事を参照）。 その他にもOVA化などもされている。                                                                            |
| スミレ16歳!!                            | BSフジ                     | 2008年4月13日 - 6月29日                                                                                                | 『マガジンSPECIAL』へ移籍後のドラマ化。 |
| シバトラ                                | フジテレビ系列             | 2008年7月8日 - 9月16日                                                                                                 | 2009年、2010年にスペシャル版を放送。 |
| BLOODY MONDAY                           | TBS系列                    | 2008年10月11日 - 12月20日 2010年1月23日 - 3月20日                                                                      | |
| ゴッドハンド輝                          | TBS系列                    | 2009年4月11日 - 5月16日                                                                                                | |
| ヤンキー君とメガネちゃん                | TBS系列                    | 2010年4月23日 - 6月25日                                                                                                | |
| ハンマーセッション!                     | TBS系列                    | 2010年7月10日 - 9月18日                                                                                                | |
| 山田くんと7人の魔女                     | フジテレビ系列             | 2013年8月10日 - 9月28日                                                                                                | 2015年にTOKYO MXでアニメ化（原作の記事を参照）。 |
| アゲイン!!                              | MBS・TBS系列               | 2014年7月21日 - 9月22日                                                                                                | |
| 賭博覇王伝零 （ドラマ）                 | 日本テレビ系列             | 2018年7月15日 - 9月16日                                                                                                | タイトルは「ゼロ 一獲千金ゲーム」。 |
| 彼女、お借りします                      | ABC・テレビ朝日系列        | 2022年7月3日 - 9月25日                                                                                                 | 2020年、2022年、2023年にMBSでアニメ化（原作の記事を参照）。 |
| ACMA:GAME                               | 日本テレビ系列             | 2024年4月7日 - 6月9日                                                                                                  | タイトルは「ACMA:GAME アクマゲーム」。 |
| 伝説の頭 翔                             | テレビ朝日系列             | 2024年7月19日 - 9月6日                                                                                                 | |

### レコード化
レコードについては1967年7月20日にキングレコードから当時の連載作品『巨人の星』『天才バカボン』『墓場の鬼太郎』『パットマンX』『でっかい奴』『ハリスの旋風』『丸出だめ夫』『幻魔大戦』『サイレントワールド』と読者ページ『パンパカ学園』のイメージソングを収録したLPレコード『少年マガジン マンガ大行進』（規格品番：SKK(H)-354）が発売された（ディレクターは中島彰）。同年10月には同LP収録の4曲が「巨人の星/天才バカボン」（規格品番：BS-722）と「墓場の鬼太郎/ハリスの旋風」（規格品番：BS-723）としてシングルカットされている。1977年には創刊1000号を記念してLPレコード『創刊1000号記念 少年マガジン』（規格品番：SKD(H)-470）が発売された。

## 連載作品
以下、2025年7月16日（2025年33号）現在連載中の作品。休載中の不定期連載作品も含む。
| 作品名                                                              | 作者（作画）     | 原作など         | 開始号             | 備考                 |
| ------------------------------------------------------------------- | ---------------- | ---------------- | ------------------ | -------------------- |
| はじめの一歩                                                        | 森川ジョージ     | －               | 1989年43号         |                      |
| 彼女、お借りします                                                  | 宮島礼吏         | －               | 2017年32号         |                      |
| ブルーロック                                                        | ノ村優介（漫画） | 金城宗幸（原作） | 2018年35号         |                      |
| カッコウの許嫁                                                      | 吉河美希         | －               | 2020年9号          |                      |
| シャングリラ・フロンティア 〜クソゲーハンター、神ゲーに挑まんとす〜 | 不二涼介（漫画） | 硬梨菜（原作）   | 2020年33号         | 同作品のコミカライズ |
| 黙示録の四騎士                                                      | 鈴木央           | －               | 2021年9号          | 「七つの大罪」の続編 |
| 戦隊大失格                                                          | 春場ねぎ         | －               | 2021年10号         |                      |
| 女神のカフェテラス                                                  | 瀬尾公治         | －               | 2021年12号         |                      |
| 甘神さんちの縁結び                                                  | 内藤マーシー     | －               | 2021年21号         |                      |
| 黒岩メダカに私の可愛いが通じない                                    | 久世蘭           | －               | 2021年26号         |                      |
| 青のミブロ                                                          | 安田剛士         | －               | 2021年46号         |                      |
| ガチアクタ                                                          | 裏那圭           | －               | 2022年12号         |                      |
| 生徒会にも穴はある!                                                 | むちまろ         | －               | 2022年22・23合併号 |                      |
| カナン様はあくまでチョロい                                          | nonco            | －               | 2022年27号         |                      |
| よわよわ先生                                                        | 福地カミオ       | －               | 2022年51号         |                      |
| 真夜中ハートチューン                                                | 五十嵐正邦       | －               | 2023年42号         |                      |
| 盤上のオリオン                                                      | 新川直司         | －               | 2024年6号          |                      |
| 灰仭巫覡                                                            | 大暮維人         | －               | 2024年26号         |                      |
| ゆめねこねくと                                                      | 澤田コウ         | －               | 2024年40号         |                      |
| スルガメテオ                                                        | 田中ドリル       | －               | 2025年7号          |                      |
| 生きたがりの人狼                                                    | 丹下茂樹         | －               | 2025年15号         |                      |
| 篝家の8兄弟                                                         | 大智そら         | －               | 2025年17号         |                      |
| 黒月のイェルクナハト                                                | スズモトコウ     | －               | 2025年19号         |                      |
| 夜鐘のキト                                                          | 夏目げんり       | －               | 2025年23号         |                      |
| ドリーム☆ジャンボ☆ガール                                            | ヒロユキ         | －               | 2025年26号         |                      |
| アイドラトリィ                                                      | ホマレ（漫画）   | 大鷹シン（原作） | 2025年33号         |                      |

### 休載中
| 作品名     | 作者（作画） | 原作など | 開始号           | 備考 |
| ---------- | ------------ | -------- | ---------------- | ---- |
| あひるの空 | 日向武史     | －       | 2004年2・3合併号 |      |

## 表紙について
- 創刊号の表紙を飾ったのは朝汐太郎。
- 初めて表紙を飾った連載漫画は『ちかいの魔球』（1961年39号）[15]。
- 初めて単体で表紙を飾った（人間以外の）動物はイルカ（1961年47号）[5]。
- 少年期のあおい輝彦が表紙モデルを務めた時期があった[16]。
- 1970年23号の表紙（『巨人の星』がメイン）は、マガジン史上唯一の白黒の表紙だった[5]（2015年現在）。
- 1970年には、横尾忠則が表紙構成（デザイナー）を務めた号が存在する（前述の1970年23号の表紙デザイナーも横尾）[17][18]。横尾の起用を提案したのは大伴昌司であった[17]。
- 『妖怪百物語』（1968年12号）、『ゲゾラ・ガニメ・カメーバ 決戦!南海の大怪獣』（1970年37号[19]）、『スター・ウォーズ エピソード4/新たなる希望』（1978年18号）、『ターミネーター2』（1991年37号）や『ジュラシック・パーク』（1993年30号）など、実写映画が表紙を飾ったことがある[20]。2003年11号の表紙（真島ヒロ画による『ロード・オブ・ザ・リング/二つの塔』のイラスト）は、創刊以来初となる実写映画と人気漫画家のコラボレーション表紙となった[20]（2004年10号の表紙も真島ヒロ画による『ロード・オブ・ザ・リング/王の帰還』のイラスト）。また寅さんこと渥美清（1973年5・6号[21]）や黒澤明監督（1970年45号[22]）、スティーブ・マックイーン（1976年8号）が表紙を飾ったこともあった。
- 2019年33号の表紙は、アニメ映画『天気の子』のキャラクターのイラストが表紙を飾った。アニメ映画のイラストが表紙を飾るのは、『もののけ姫』（1997年32号）以来22年ぶり[23]。

## 読者コーナー
1960年代後半にはダジャレやナンセンスギャグをメインとした「パンパカ学園」が人気だったが、1970年代に入ると「へんな学校」や「星一徹のモーレツ人生相談」があった。その後、「マイマガジン」や「マイマガ7」へと変遷し、少年誌の読者コーナーでは最もレベルの高い投稿センスを誇っていたが（編集長まで三段腹などが毎週ネタにされていた）、次第に「ジャンプ放送局」にその座を抜かれ、さらに2000年代には「サンデー青春学園」の影響もあり、「ピモピモ広場」を最後に現在は廃止されている。
なお、ピモピモ広場でマスコットキャラクターとして活躍していた、鉄腕アトムみたいな髪型に眼鏡をかけたキャラクターには「こく坊」という名がちゃんと存在し、「マイマガ7」から出演し続けていた（ただし、イラストレーターは交代している）知られざる長寿キャラクターであった。流れとしては、ハル坊だけが編集長などと競演→こく坊が途中参戦し、ハル坊とこく坊のコンビで活躍→ハル坊がフェードアウトしてこく坊のみ、となる。
2008年に連載していたルポ漫画『発掘!マガジン野郎!!』にて、2人とも実在人物であることが判明しており、こく坊のモデルは小久保さんであった。ただし、ハル坊と実在のモデルは似ても似つかない。

## 歴代編集長
1. 牧野武朗（1959年1号[24] - 1964年38号[25]）
2. 井岡秀次（1964年39号[26] - 1965年39号[27]）
3. 内田勝（1965年40号[28] - 1971年27号[29]）
4. 宮原照夫（1971年28号[30] - 1978年16号[31]）
5. 三樹創作（1978年17号[32] - 1986年28号[33]）
6. 五十嵐隆夫（1986年29号[34] - 1997年14号[35]）
7. 野内雅宏（1997年15号[36] - 2003年13号[37]）
8. 工富保（2003年14号[38] - 2005年2・3合併号[39]）
9. 森田浩章（2005年4号[40] - 2013年28号[41]）
10. 菅原喜一郎（2013年29号[42] - 2017年40号[43]）
11. 栗田宏俊（2017年41号[44] - 2022年）
12. 川窪慎太郎（2022年 - 在職中）[1]

## 発行部数
- 1959年 20万5000部（創刊号）[5]
- 1963年 30万部余[45]
- 1968年新年増大号 120万部[46]
- 1970年3号 150万部[47]
- 1991年6月 約250万部[48]
- 1995年3 - 4号 403万部[49]
- 1996年新年号 436万部[50]
- 1997年7月 約415万部[51]
- 1997年8月 440万部（実売推定413万部）[52]
  - 『週刊少年ジャンプ』を実売推定部数で上回る。
- 1997年49号（1997年11月5日発売号） 415万部[53][54]
  - 『週刊少年ジャンプ』を発行部数で上回る。
- 1998年新年号 445万部[55][56]
- 1998年 425万部
- 2000年 405万部
- 2001年 380万部
- 2002年 364万部
- 2003年 319万部
- 2004年 272万部
- 2005年 236万部
- 2006年 215万部
- 2007年 187万部
- 2008年 178万部

2008年16号時点での本誌累計発行部数は約45億5000万部である。
|        | 1〜3月       | 4〜6月       | 7〜9月       | 10〜12月     |
| ------ | ------------ | ------------ | ------------ | ------------ |
| 2008年 |              | 1,755,000 部 | 1,720,000 部 | 1,691,667 部 |
| 2009年 | 1,664,167 部 | 1,633,334 部 | 1,614,616 部 | 1,593,637 部 |
| 2010年 | 1,571,231 部 | 1,565,000 部 | 1,556,250 部 | 1,551,819 部 |
| 2011年 | 1,529,693 部 | 1,491,500 部 | 1,489,584 部 | 1,472,084 部 |
| 2012年 | 1,447,500 部 | 1,436,017 部 | 1,412,584 部 | 1,404,834 部 |
| 2013年 | 1,376,792 部 | 1,357,000 部 | 1,324,209 部 | 1,308,117 部 |
| 2014年 | 1,277,500 部 | 1,245,417 部 | 1,211,750 部 | 1,192,267 部 |
| 2015年 | 1,156,059 部 | 1,127,042 部 | 1,107,840 部 | 1,085,110 部 |
| 2016年 | 1,038,450 部 | 1,015,659 部 | 995,017 部   | 986,017 部   |
| 2017年 | 964,158 部   | 932,713 部   | 883,804 部   | 840,667 部   |
| 2018年 | 815,458 部   | 791,833 部   | 760,917 部   | 744,583 部   |
| 2019年 | 715,417 部   | 692,083 部   | 664,625 部   | 649,167 部   |
| 2020年 | 627,533 部   | 593,917 部   | 575,000 部   | 559,545 部   |
| 2021年 | 545,000 部   | 518,333 部   | 502,083 部   | 493,182 部   |
| 2022年 | 480,000 部   | 462,500 部   | 445,750 部   | 441,000 部   |
| 2023年 | 404,167 部   | 370,083 部   | 358,167 部   | 354,333 部   |
| 2024年 | 345,500 部   | 323,250 部   | 309,667 部   | 304,917 部   |
| 2025年 | 300,917 部   | 290,000 部   |              |              |

## 価格の変遷
創刊号以外は20号時点の値段。消費税導入以降は税込み価格。
- 創刊号 40円
- 1960年 30円
- 1961年 - 1963年 40円
- 1964年 - 1966年 50円
- 1967年 - 1969年 60円
- 1970年 70円
- 1971年 80円
- 1972年 90円
- 1973年 100円
- 1974年 - 1975年 130円
- 1976年 150円
- 1977年 - 1980年 170円
- 1981年 - 1988年 180円
- 1989年 - 1990年 190円
- 1991年 - 1994年 200円
- 1995年 - 1997年 210円
- 1998年 220円
- 1999年 - 2004年 230円
- 2005年 - 2006年 240円
- 2007年 - 2008年 250円
- 2009年 - 2015年 260円
- 2016年 - 2017年 270円
- 2018年 - 300円
- 2024年 - 400円

## 講談社コミックスマガジン
単行本は講談社コミックスレーベルで発行される。通称は少年マガジンコミックス（しょうねんマガジンコミックス）。コード番号はKCM406から振られているが、これは1 - 405の番号はKCMの前身であるKCが使用しているからである。
- デザインの特徴は初代では表紙の上部に「Kodansya Comics マガジン」の表記が使用され、背表紙にはKとCの間にマガジンと黒文字と黄色のバックが使用された。
- 1984年の2代目では現在（2011年）にも雑誌のロゴマークとして使われているピモピモを使用し、「SHONEN MAGAZINE COMICS」と表記され、斜め向きの旗風のデザインを1995年頃まで使用した。現在連載中の作品では「はじめの一歩」のみ使用し続けている。
- 1996年頃からデザインを一新し、KCロゴとマガジンの旗印の「MAGAZINE」を組み合わせたデザインを採用。KC部分の色が作家によって自由に指定が出来る様になっている。現在も使用されている。
- 2008年時点で累計約10億部が発行されている[5]。
- 2008年時点で最大の発行部数の巻は、『金田一少年の事件簿』第1巻の約275万部[5]。
- 節目の通番は以下の通り。

| 通番              | 作品                        | 巻   |
| ----------------- | --------------------------- | ---- |
| 1番（KC1）        | ハリスの旋風                | 1巻  |
| 406番（KCM406）   | 別冊天才バカボン            | 2巻  |
| 500番（KCM500）   | 多羅尾伴内 七つの顔をもつ男 | 1巻  |
| 1000番（KCM1000） | あした天気になあれ          | 19巻 |
| 1500番（KCM1500） | あした天気になあれ          | 47巻 |
| 2000番（KCM2000） | 欠番                        |      |
| 2500番（KCM2500） | 欠番                        |      |
| 3000番（KCM3000） | 欠番                        |      |
| 3500番（KCM3500） | 欠番                        |      |

## 増刊号
『週刊少年マガジン』本誌と雑誌コード、通巻ナンバーを共有する増刊号で、『別冊少年マガジン』としては1964年秋に季刊誌で創刊されているが、それ以前にも不定期で増刊号を刊行していた。
1967年頃には石森章太郎の『ミュータント・サブ』を掲載したり、白土三平作品の特集号が刊行されていた。1969年3月に季刊から月刊へ刊行頻度を変え『月刊別冊少年マガジン』となるが、1972年8月に休刊。元の増刊号枠に戻る。『月刊別冊少年マガジン』は1974年7月に復刊するが、『月刊少年マガジン』として増刊号枠から独立する形になった。
『月刊別冊少年マガジン』時代を除くと、基本的に本誌の連載作品を再録・特集する役割だったが、1981年には掲載誌『月刊少年ポピー』が休刊した『タイガーマスク二世』の連載を引き継ぐなど、次第に本誌を補完する形でいくつかの連載漫画や若手の読切作品が掲載されるようになった。
1983年には定期増刊『マガジンSPECIAL』の刊行が始まり、1990年代に入ると増刊枠では様々な形の特集増刊をコンスタントに発刊したが、2017年に『マガジンSPECIAL』が休刊。増刊号枠に該当する書籍も次第に講談社mookでの刊行へ移行したことから、増刊号としての刊行は途絶えている。

### 通常の増刊・『SPECIAL』以外の増刊号
ここでは単発・シリーズなど様々な形で発行された増刊号を紹介。

#### コラボレーション企画用の作品
名探偵コナン＆金田一少年の事件簿
『週刊少年サンデー』（小学館）と『週刊少年マガジン』との創刊50周年記念のコラボ企画「コナン&金田一」の一環として2008年に発刊。12冊のうち偶数号がマガジンの増刊にあたる。

#### マガジン単体
はじめの一歩・総集編
週刊少年マガジン特別編集として、2014年まで全36冊刊行。
はじめの一歩・アニメスペシャル
こちらはアニメ版第2シリーズのエピソードを収録しており、2009年4月まで全3冊刊行。
はじめの一歩・ベストバウト総集編
2017年まで全4冊刊行。
-勝負師伝説-哲也・総集編
2001年から2005年まで全28冊刊行。文字通り『哲也-雀聖と呼ばれた男』の総集編である。
-勝負師伝説-哲也・BEST傑作選
同じく。『哲也-雀聖と呼ばれた男』から傑作エピソードをチョイスした内容。2002年から2004年まで全10冊刊行。
釣りキチ三平・平成版
矢口高雄の書き下ろし新作である『平成版・釣りキチ三平』の連載と矢口の別作品（「9で割れ!!」など旧作または書き下ろし作）および、矢口と著名人との対談インタビューなどを収録した、一冊丸ごと矢口高雄作品で占められたプライベートコミック誌。2001年9月に刊行開始。年1-2巻ペースで不定期発刊され、2009年12月までにvol.8まで刊行。
釣りキチ三平CLASSIC
『釣りキチ三平（昭和版・読み切り版）』を選り抜いて掲載したものと、同作にまつわるコラム記事や著名人のインタビューなどを収録。アンソロジーに近いもので、2003年から2005年まで隅週刊で57巻まで刊行された。
釣りキチ三平・平成版総集編
過去の『平成版・釣りキチ三平』エピソードを再収録したもので、2004年に3冊が刊行している。
マガジンドラゴン
詳細は#マガジンドラゴンの項を参照。
イッキ読み! FAIRY TAIL
2012年に全7冊が刊行している。第1巻のみ後に講談社mookでアンコール刊行された。

## マガジンドラゴン
『マガジンドラゴン』は、講談社が発行していた漫画雑誌である。『週刊少年マガジン』の増刊にあたる。第1号（週刊少年マガジン通算2927号）が2007年12月12日に、第2号（通算2999号）が2009年1月7日に発刊され、以後は続刊がない。
内容は新人の読み切り作品がメインであった。マガジン本誌の連載作品の番外編も掲載された。
「ドラゴンカップ」という名称で新人漫画家による読者参加型人気投票レースが行われた。読者投票で1位になった作家には、マガジン本誌での掲載権が与えられた。また、第2回では「ストーリー部門」と「ショートギャグ部門」といった2つの部門に分かれることとなった。
第1回 エントリー作品
1. 妖一夜（片山あやか）
2. オハナ迷彩（石沢庸介）
3. メガバカ（豪村中） 除外処分[注 13]
4. アタシハ（朝陽昇）
5. 青空配達人 かぜ屋（高木聡）
6. 魂キス!（佐武リョウ） 優勝作品 - 『週刊少年マガジン』2008年39号に同作者による読切『恋愛無双』が掲載
7. 夏、がんばってます!（向山知成）
8. 赤毛のサスケ（佐藤陽介）
9. なのはの秘密（坂本伊助）
10. 地球迷宮（北川やいち）

第2回 エントリー作品
ストーリー部門
1. スマイルアンサー（流石景） ストーリー部門優勝作品 - 『週刊少年マガジン』2009年19号に同作者による読切『GE〜グッドエンディング〜』が掲載、同年38号より連載開始
2. カズトノミカタ（千田灰司）
3. 探偵流儀（高本ヨネコ）
4. LOVIN'（幡アサ子）
5. 桜町ブックマーク（栗田啓志）
6. ドールズ・ツー・メン（佐藤陽介）
7. プレミア（下田将也）
8. ヤリすぎっ★アキナさん!!（古閑裕一郎）
9. フルメタル バースト（乾武丸）
10. 首狩り人形 キリコ（黒谷宗史）
11. YSJ（川口毅）

ショートギャグ部門
1. 天拳（鷹巣ひろき）
2. 課長令嬢（高地ひろなり） ショートギャグ部門優勝作品 - 『週刊少年マガジン』2009年17、18号に同作品を掲載、同年37号より連載開始
3. 時の野良犬（佐藤将）
4. ライぱに!（浅嶋竜之介）
5. ネガティブ・スパイラル（石垣冬樹）

## 派生誌およびウェブコミック誌

### 本誌と同一の編集部
- マガジンSPECIAL（2017年に休刊）
- マガジンワンダー（本誌増刊。2005年に休刊。）
- （新）別冊少年マガジン

### 本誌と別の編集部
- （旧）別冊少年マガジン→月刊少年マガジン（1972年に休刊。1974年に復刊）
  - マガジンGREAT→マガジンイーノ→月刊少年マガジン+（2014年に休刊）
  - 少年マガジンR（2023年に休刊）
- 週刊ぼくらマガジン（1971年に廃刊）
- 週刊ヤングマガジン
  - 増刊エグザクタ（1997年に休刊）
  - ヤングマガジンアッパーズ（2004年に休刊）
  - 別冊ヤングマガジン→月刊ヤングマガジン
  - ヤングマガジンサード（2021年に『月刊ヤングマガジン』と合併）
- DELUXEマガジン（1991年に休刊）
- ヒーローマガジン（1990年に休刊）
- ミスターマガジン（2000年に休刊）
- 月刊マガジンZ（2009年に休刊）
- 少年マガジンエッジ（2023年に休刊）

### マンガ雑誌アプリ
- マンガボックス（本誌と同じ講談社コミックスレーベル。編集長は元本誌編集者の樹林伸。）
- マガジンポケット（詳細は下記を参照。）

## マガジンポケット
マガジンポケットは、2015年8月3日より講談社が配信するウェブコミック配信サイトおよび同名の漫画アプリ。略称は『マガポケ』。
セガネットワークスと共同で企画･運営･開発を取り組んだプロジェクトで、マガポケオリジナル作品の連載はもちろん、マガジンや別マガなど講談社各誌の連載中作品の並行連載、過去の人気作品の再掲などをしている。大半の再掲作品はマガジンの作品だが、一部青年誌からの再掲も含まれている。
大半の作品が毎週更新だが、一部月1更新・隔週更新の作品も存在する。
閲覧は各話とも原則有料（ポイント制）となっており、予め会員登録をした上で購入したポイントから各話とも初回のみ閲覧に必要なポイントが消費されることになっている（同じ話であれば2回目以降の閲覧は無料）。ただし、各作品とも第1話（作品によっては第2話・第3話も）は無料で閲覧できるほか、最新話より2〜3話前については一定期間無料で、また作品によっては期間限定で最新話以外全てが無料で閲覧できることもある。
単行本のレーベルはマガポケオリジナル作品はマガジンポケットKCで発行されており、移籍作品は移籍元と同様のレーベルで継続されている。ただし、『少年マガジンエッジ』休刊に伴い本誌に移籍した『しかのこのこのここしたんたん』に関しては、移籍元ではないシリウスKCに移籍している。
『マガジン』紙版2018年32号が平成30年7月豪雨による影響で一部地域にて未発送となっていることから無料での公開が同年7月20日から31日まで実施された。
ウェブ版コミック配信サイトは2025年5月15日にリニューアルし、「チケット機能」「ログインボーナス機能」「話コメ機能」が追加された。

### マガジンポケットの連載作品一覧
オリジナル作品、再掲作品含む、曜日別五十音順

#### 月曜日
- 異常者の愛（千田大輔）
- 奪う者 奪われる者（原作：mino、漫画：オキウミレイ）
- EDENS ZERO（真島ヒロ）
- MFゴースト（しげの秀一）
- 終わりのセラフ 一瀬グレン、16歳の破滅（原作：鏡貴也、漫画：浅見よう）※月1連載
- 怪物王女ナイトメア（光永康則）※怪物王女の続編、隔週連載
- 君が僕らを悪魔と呼んだ頃（さの隆）
- 五等分の花嫁（春場ねぎ）
- 今夜は月が綺麗ですが、とりあえず死ね（原作：要マジュロ、漫画：榊原宗々）※月1連載
- THE KING OF FIGHTERS〜A NEW BEGINNING〜（原作：SNK、漫画：あずま京太郎）※KOF XIVのコミカライズ、『月刊少年シリウス』との並行連載、隔週連載
- 侍ナウ（手前野陽大）
- しずまれ! ヴィンセント（かいれめく）※隔週連載
- 将棋の渡辺くん（伊奈めぐみ）※月1連載
- 将来的に死んでくれ（長門知大）※月1連載
- 進撃の巨人（諫山創）※月1連載
- ダイヤのA actII（寺嶋裕二）
- 忍者と極道（近藤信輔）
- ヒロインは絶望しました。（千田大輔）
- ひかり!出発進行（水井麻紀子）
- 復讐の教科書（原作：廣瀬俊、漫画：河野慶）
- 不滅のあなたへ（大今良時）
- FREAKS FREAK COMPANY（芝間スグル）
- 僕の彼女は最高です!（原作：伊織、漫画：髙田タカミ）※月1連載
- まいこ負けまい（原作：熊野敬史、漫画：宝依図）
- マコさんは死んでも自立しない（千田大輔）
- YJKの異常な愛情（高橋コウ）
- 陽子さん、すがりよる。（スズモトコウ）
- 地獄の業火で焼かれ続けた少年。最強の炎使いとなって復活する。（原作：さとう、漫画：宮城森成）
- 味方が弱すぎて補助魔法に徹していた宮廷魔法師、追放されて最強を目指す（原作：アルト、漫画：門司雪）

#### 火曜日
- 愛妻の裏アカ（原作：MITA、漫画：図イツク）
- ♯アイトラ（ねこうめ）
- アンデッドガール・マーダーファルス（原作：青崎有吾、漫画：友山ハルカ）
- 異世界トリップしたTL小説愛好家、閨の記録係になる。 ～ついでに生真面目宰相と契約結婚～（原作：すいようび、漫画：吾炭ルスハス）
- 幼馴染とはラブコメにならない（三簾真也）
- かくりよの宿飯 あやかしお宿に嫁入りします。（原作：友麻碧、漫画：冬葉つがる、構成：泉乃せん、キャラクター原案：Laruha）
- 神にホムラを ―最終定理の証明方法―（ヨシカゲ）
- ギルティサークル（原作：門馬司、漫画：山本やみー）
- JJM 女子柔道部物語（脚色・構成・作画：小林まこと、原作：恵本裕子）
- シュガーガール・ドリップ（月野和青）
- 信じていた仲間達にダンジョン奥地で殺されかけたがギフト『無限ガチャ』でレベル9999の仲間達を手に入れて元パーティーメンバーと世界に復讐&『ざまぁ!』します!（原作：明鏡シスイ、漫画：大前貴史）
- セコケチ義妹がすべてを失った話（原作：あいか、漫画：飯田めしこ）
- ダメスキル【自動機能】が覚醒しました～あれ、ギルドのスカウトの皆さん、俺を「いらない」って言ってませんでした？～（原作：ＬＡ軍、漫画：中島零、キャラクター原案：潮一葉、ネーム原案：赤衣丸歩郎）
- ダンジョン・シェルパ　迷宮道先案内人（原作：加茂セイ、漫画：刀坂アキラ、キャラクター原案：布施龍太）
- となりの黒川さん（藤京介）
- トモダチゲーム（原作：山口ミコト、漫画：佐藤友生）※月1連載
- 南海トラフ巨大地震（原作：biki、漫画：よしづき くみち）
- 盤上のオリオン（新川直司）
- Fate/Grand Order -turas realta-（原作：TYPE-MOON、漫画：カワグチタケシ）※月1連載
- Fate/Grand Order -Epic of Remnant- 亜種特異点III 屍山血河舞台 下総国 英霊剣豪七番勝負（原作：TYPE-MOON、漫画：渡れい）※月1連載
- BLUE LOCK（原作：金城宗幸、漫画：ノ村優介）
- 放課後、ぼくは君になる（多喜れい）
- ボールルームへようこそ（竹内友）
- YATAGARASU（愛原司）
- 四刀流の最強配信者～やり込んだVRゲームの設定が現実世界に反映されたので、廃止予定だった戦闘職で無双します～（原作：木塚麻弥、漫画：がしたに）
- ライドンキング（馬場康誌）
- ルキオラと魔境の商館員（橋本花鳥）

#### 水曜日
- アゲイン!!（久保ミツロウ）
- いぐのべる〜モテるための1000の科学〜（原作：biki、作画：高田桂）※月1連載
- 異世界魔王と召喚少女の奴隷魔術（原作：むらさきゆきや、漫画：福田直叶、キャラクター原案：鶴崎貴大）※隔週連載
- WIND BREAKER（にいさとる）
- エア・ギア（大暮維人）
- お嬢様の僕（田口ホシノ）※隔週連載
- 我間乱（中丸洋介）
- ギャンブラーズパレード（原作：小高和剛、作画：中山敦支）
- 金田一少年の事件簿外伝 犯人たちの事件簿（原作：天樹征丸・金成陽三郎・さとうふみや　漫画：船津紳平）※『金田一少年の事件簿』のスピンオフ作品
- 黒猫と魔女の教室（金田陽介）
- シチハゴジュウロク（原作：工藤哲孝、漫画：笹古みとも）
- 世界か彼女か選べない（内山敦司）※月1連載
- 絶望の楽園（原作：tos、漫画：オギノユーヘイ）
- 男子高校生を養いたいお姉さんの話（英貴）
- テスラノート（原作：西田征史・久保忠佳、漫画：三宮宏太）※『週刊少年マガジン』より移籍
- とんずらごはん（義元ゆういち）
- 29歳独身中堅冒険者の日常（奈良一平）※月1連載
- バトル・アリーナ（企画・原案：栗原純也、漫画：皆本形介）
- 冰剣の魔術師が世界を統べる（原作：御子柴奈々、キャラクター原案：梱枝りこ、作画：佐々木宣人）
- 女神のカフェテラス（瀬尾公治）
- Fairy gone（原作：Five Fairy Scholars、漫画：不二涼介）※月1連載
- FAIRY TAIL 100 YEARS QUEST（ネーム原作：真島ヒロ、作画：上田敦夫）※『FAIRY TAIL』の続編
- BLOODY MONDAY（原作：龍門諒、漫画：恵広史）
- 万楽えねのV-tuberイってみようヤってみよう!（万楽えね）※隔週連載
- 虫食少女伊南さん（町田とし子）
- 「無能はいらない」と言われたから絶縁してやった　～最強の四天王に育てられた俺は、冒険者となり無双する～（原作：鬱沢色素、キャラクター原案：pupps、作画：白土悠介）
- やちるさんはほめるとのびる（遠野人夏）※隔週連載
- 欲鬼（色原みたび）
- りぶねす（堂本裕貴）

#### 木曜日
- あひるの空（日向武史）
- 荒ぶる季節の乙女どもよ。（原作：岡田麿里、漫画：絵本奈央）※月1連載

- 薫る花は凛と咲く（三香見サカ）
- ガタガールsp. 阿比留中生物部活動レポート（小原ヨシツグ）※隔週連載
- かつて神だった獣たちへ（めいびい）※月1連載
- 鎌倉キャノン（作者・原作：クロマツテツロウ、漫画：鳴海聖二郎）
- 我間乱 -修羅-（中丸洋介）
- 剣帝学院の魔眼賢者（作者・原作：ツカサ、漫画：雪あられ、キャラクター原案：きさらぎゆり）
- 生徒会役員共（氏家ト全）
- DAYS（安田剛士）
- デュアルマウンド（水森崇史）
- 隣の黒木さんは飲むとヤバイ（きつねこ）
- 兎にも角にも（穐山きえ）
- ナヴァグラハ（原作：小野大輔・近藤孝行、脚本：小林裕和、作画：塩沢天人志）
- 化物語（原作：西尾維新、漫画：大暮維人）
- ハナバス 苔石花江のバスケ論（三好宏平）
- 100万の命の上に俺は立っている（原作：山川直輝、漫画：奈央晃徳）※月1連載
- FAIRY TAIL ハッピーの大冒険（原作：真島ヒロ、漫画：坂本憲司郎）※『FAIRY TAIL』のスピンオフ作品
- まじもじるるも（渡辺航）
- 放課後の拷問少女（BOKU）
- ヤンキー君とメガネちゃん（吉河美希）
- ワンダンス（珈琲）
- 劣等人の魔剣使い スキルボードを駆使して最強に至る（原作：萩鵜アキ、漫画：かのう寛人）

#### 金曜日
- A-BOUT!（市川マサ）
- いじめるヤバイ奴（中村なん）
- インフェクション（及川徹）※『週刊少年マガジン』より移籍
- 怪病医ラムネ（阿呆トロ）
- ゴミ清掃員の日常（原作・構成：滝沢秀一、漫画：滝沢友紀）
- キスしてくれなきゃ死んじゃう（西木田景志）
- 空挺ドラゴンズ（桑原太矩）
- GE〜グッドエンディング〜（流石景）
- 紺田照の合法レシピ（馬田イスケ）※隔月連載
- 純とかおる（二駅ずい）※月1連載
- 川柳少女（五十嵐正邦）
- 育てち魔おう!（飯島浩介）
- それでも歩は寄せてくる（山本崇一朗）
- 中華一番!極（小川悦司）※『中華一番!』の続編、隔週連載
- 東京傭兵株式会社（内田康平）※月1連載
- 二ノ国 〜光の後継者と猫の王子〜（原作・監修：レベルファイブ、漫画：久世蘭）※月1連載
- ハピネス（押見修造）※月1連載
- 微妙に優しいいじめっ子（もすこ）
- FAIRY TAIL CITY HERO（原作：真島ヒロ、漫画：安東汐）
- よすがシナリオパレェド（原作：三田誠、漫画：川﨑宙）※隔週連載
- リアルアカウント（原作：オクショウ、漫画：渡辺静）※月1連載
- 転生貴族、鑑定スキルで成り上がる 〜弱小領地を受け継いだので、優秀な人材を増やしていたら、最強領地になってた〜（原作：未来人A、漫画：井上菜摘）

#### 土曜日
- ありがタイツ!（ぐらんで）
- アルスラーン戦記（原作：田中芳樹、漫画：荒川弘）
- EAT-MAN COMPLETE EDITION（吉富昭仁）
- 炎炎ノ消防隊（大久保篤）
- 可愛いだけじゃない式守さん（真木蛍五）
- ゲソコン探偵（原作：花林ソラ、作画：百井一途）※月1連載
- 五輪の女神さま～なでしこ寮のメダルごはん〜（木南ユカ）※隔週連載
- 現代転移の第二王子（原作：謙虚なサークル、キャラクター原案：メル。、作画：天宮ケイリ）
- クロマティ高校 職員室（ネーム原作：野中英次、作画：井野壱番）※隔週連載
- 死なないで！明日川さん（高畑弓）
- SHAMAN KING FAUST8 永遠のエリザ（原作：武井宏之、小説版原作：虎走かける、漫画：田中文）
- 白聖女と黒牧師（和武はざの）※隔月連載
- Social Survival Rabbits-ソーシャル・サバイバル・ラビッツ-（原作：リコP、漫画：シンジョウタクヤ）
- デスティニーラバーズ（原作：カズタカ、漫画：智弘カイ）
- デュアルな彼女の倒し方（うかみ）
- 転生したら第七王子だったので、気ままに魔術を極めます（原作：謙虚なサークル、キャラクター原案：メル。、作画：石沢庸介）
- 東京卍リベンジャーズ（和久井健）
- 時々ボソッとロシア語でデレる隣のアーリャさん（原作：燦々SUN、漫画：手名町紗帆）※隔週連載
- トッキュー!!（原作：小森陽一、漫画：久保ミツロウ）
- 奴隷姫（やつき）
- ピーチボーイリバーサイド（原作：クール教信者、漫画：ヨハネ）
- Final Re:Quest ―ファイナルリクエスト―（漫画：日下一郎、協力：株式会社ヒューガ）
- フェチップル〜僕らの純粋な恋〜（るり原ズラチー）
- 変身したらヤリ放題! -マニアック・ウルフ-（中西やすひろ）
- 魔王さまの抜き打ちダンジョン視察（館ノ川駿）※月1連載
- 水は海に向かって流れる（田島列島）※月1連載

#### 日曜日
- 赫のグリモア（A-10）※月1連載
- 甘々シンデレラ（おさじ）
- イジメられ代行ロボ　ヒカゲの日常（原作：生口紺、漫画：マツオカヨシノリ）
- オリエント（大高忍）
- 彼女、お借りします（宮島礼吏）
- 殺人猟団 ‐マッドメン‐（長田龍伯）
- サトラレ〜嘘つきたちの憂鬱〜（原作：佐藤マコト、漫画：伊鳴優子）
- 自称！ 平凡魔族の英雄ライフ 〜B級魔族なのにチートダンジョンを作ってしまった結果〜（原作：あまうい白一、漫画：こねこねこ）
- 絶対秘密の機械少女（稲葉誠）
- ゾッとしない遠子内さん（船野真帆）
- Change!（曽田正人）※月1連載
- テンジュの国（泉一聞）※月1連載
- 東京ネオンスキャンダル（原作：MITA、漫画：がしたに）
- ドメスティックな彼女（流石景）
- ナリカワリ（原作：長田トヒキ、漫画：オオイシヒロト）
- 兄ちゃんの弟（桜場コハル）
- ふらいんぐうぃっち（石塚千尋）※月1連載
- 僕たちは繁殖をやめた（さおとめやぎ）
- マグナムリリィ（阿部伶）※作者体調不良のため、無期限休載
- みいちゃんと山田さん（亜月ねね）
- ようかい居酒屋 のんべれケ。（nonco）
- エルディアス・ロード 女神にもらった絶対死なない究極スキルで七つのダンジョンを攻略する（原作：澄守彩、漫画：髙田タカミ）

### マガジンポケットの連載終了作品
- 赤ずきんの狼弟子（茂木清香）※月1連載
- あかまつ（作井ルビ）※月1連載
- 雨下雫は汗がすき（山口アキ）
- あなたソレでいいんですか（前田悠）※隔週連載
- アリシアさんのダイエットクエスト（藤原あおい）※月1連載
- イジらないで、長瀞さん（ナナシ）※隔週連載
- 異世界支配のスキルテイカー ゼロから始める奴隷ハーレム（原作：柑橘ゆすら、漫画：笠原巴、キャラクター原案：蔓木鋼音）※隔週連載
- エデンの檻（山田恵庸）
- オークが犯してくれない!（川中康嗣）
- おくることば（町田とし子）※隔週連載
- おやすみ睡魔と夜ふかしJK（城戸みつる）※隔週連載
- 落ちてるふたり（西原梨花）※隔週連載
- お姉さんは無精者（多治見尚哉）※隔週連載
- 改造公務員リーパーズ（原作：田中鹿輔、漫画：井上菜摘）
- 怪物王女（光永康則）※隔週連載
- 隠れオタクの恋愛戦略（大場玲耶）※隔週連載
- 我楽多郷の借金ガール（三枝えま）※隔週連載
- 寄宿学校のジュリエット（金田陽介）
- キスアンドクライ（日笠希望）
- 君が死ぬ夏に（大柴健）※月1連載
- ギャル☆クリ!（ラムネ村シュワ太）
- 金田一少年の事件簿R（原作：天樹征丸、漫画：さとうふみや）
- 櫛山石尾の凶器録（下田将也）
- クラスに彼女が2人いる。（永野マチ）
- 倉本さんはどうして死体をつくるのか？（高岡佳史）
- クロハと虹介（原作：成田良悟、漫画：白梅ナズナ）※隔週連載
- 決闘裁判（宮下裕樹、企画協力：後藤一信）
- 恋ニ非ズ（佐藤友生）
- 小林少年と不逞の怪人（原作：江戸川乱歩、漫画：上条明峰）
- コンビニお嬢さま（松本明澄）
- 殺人予告はあの頃（伊藤イット）
- じぇいけぇゆ（中川沙樹）
- シバトラ（原作：安童夕馬、漫画：朝基まさし）
- SHAMAN KING THE SUPERSTAR（武井宏之）※『少年マガジンエッジ』より移籍
- 進撃!巨人高校 〜青春!となりのマーレ学園〜（原作：諫山創 漫画：中川沙樹）※進撃の巨人のスピンオフ作品、月1連載
- ストーカー行為がバレて人生終了男（原作：門馬司、漫画：芥瀬良せら）
- ストーカー浄化団（漫画：オオイシヒロト、原作：オオガヒロミチ）
- 青春奇人伝! 240学園（原案：西尾維新、漫画：柴もち）※月1連載
- 先生、好きです。（三浦糀）※『週刊少年マガジン』より移籍
- たのしいたのししま（大沖）※月1連載
- ダメな彼女は甘えたい（よしだもろへ）※月1連載
- 丹沢すだちが此処にイル!（額縁あいこ）※月1連載
- 超能力少女も手に負えない!（中村力斗）※月1連載
- 徒然チルドレン（若林稔弥）
- This Man〜その顔を見た者には死を〜（原作：花林ソラ、漫画：恵広史）
- はじめしゃちょーのユーチューバーな日常（漫画：桂シリマル、協力：はじめしゃちょー）
- ハチ子とご主人様（水井麻紀子）
- 花園さんちのふたごちゃん（北島音奈）
- 非常勤勇者 裸の中年リーマン、異世界を救う（チャン）
- 広瀬くんの真ん中で（福原たかや）
- ひゃくえむ（魚豊）
- FAIRY TAIL外伝（原作：真島ヒロ、漫画：芝野郷太）
- プラスカノジョ+α（原作：プラカノプロジェクト、漫画：須賀達郎）
- フロウ・ブルーで待ってる（江田糸図）
- 暴虐のコケッコー（須崎洋輔）※隔週連載
- 星野、目をつぶって。（永椎晃平）
- 僕たちは元気です（摺澤翔）
- 僕は殺人犯、生きる価値証明します（すぎやま俊人）※月1連載
- ポンコツンデレな幼馴染（海月れおな）
- ボンボンTVのユーチューバーな日常（漫画：桂シリマル、協力：ボンボンTV）
- 魔女狩りの現代教典（刀坂アキラ）※隔週連載
- 見上げると君は（小堀真）※隔週連載
- 無敵の人（甲斐谷忍）※『週刊少年マガジン』より移籍
- 目黒さんは初めてじゃない（９℃）
- UQ HOLDER!（赤松健）※月1連載
- 夜になると僕は（原作：益子悠、漫画：一×）
- LoVE GAME（有田ケイ）
- ランウェイで笑って（猪ノ谷言葉）
- ランカーズ・ハイ（中島諒）※週刊少年マガジンより移籍
- 恋愛ハーレムゲーム終了のお知らせがくる頃に（原作：竜騎士07、漫画：緋賀ゆかり）※月1連載
- デスラバ（原作：カズタカ、漫画：智弘カイ）

### マガジンポケットの映像化作品一覧

#### アニメ化（マガポケ）
| 作品                             | 放送年                 | アニメーション制作                    | 備考                                                          |
| -------------------------------- | ---------------------- | ------------------------------------- | ------------------------------------------------------------- |
| 怪病医ラムネ                     | 2021年1月-3月          | プラチナビジョン                      |                                                               |
| イジらないで、長瀞さん           | 2021年4月-6月（第1期） | テレコム・アニメーションフィルム      |                                                               |
| イジらないで、長瀞さん           | 2023年1月-3月（第2期） | OLM                                   |                                                               |
| テスラノート                     | 2021年10月-12月        | ギャンビット                          |                                                               |
| 可愛いだけじゃない式守さん       | 2022年4月-7月          | 動画工房                              |                                                               |
| 犬になったら好きな人に拾われた。 | 2023年1月-3月          | Quad                                  |                                                               |
| WIND BREAKER                     | 2024年4月-6月（第1期） | CloverWorks                           |                                                               |
| WIND BREAKER                     | 2025年4月-6月（第2期） | CloverWorks                           |                                                               |
| しかのこのこのここしたんたん     | 2024年7月-9月          | WIT STUDIO                            |                                                               |
| FAIRY TAIL 100 YEARS QUEST       | 2024年7月-2025年1月    | J.C.STAFF                             | 『FAIRY TAIL』の続編 アニメタイトル：FAIRY TAIL 100年クエスト |
| 薫る花は凛と咲く                 | 2025年7月-             | CloverWorks                           |                                                               |
| ワンダンス                       | 2025年10月-            | マッドハウス サイクロングラフィックス | 月刊アフタヌーンでも連載                                      |
| さわらないで小手指くん           | 2025年10月-            | Quad                                  |                                                               |
| デッドアカウント                 | 2026年1月-             | SynergySP                             |                                                               |
| 幼馴染とはラブコメにならない     | 2026年-                | 手塚プロダクション                    |                                                               |
| 黒猫と魔女の教室                 | 2026年-                | ライデンフィルム                      |                                                               |

| 作品         | 公開年 | アニメーション制作         | 備考 |
| ------------ | ------ | -------------------------- | ---- |
| ひゃくえむ。 | 2025年 | ロックンロール・マウンテン |      |

#### ドラマ化（マガポケ）
| 作品                 | 放送年 | 制作                                  | 備考 |
| -------------------- | ------ | ------------------------------------- | ---- |
| なれの果ての僕ら     | 2023年 | テレビ東京 ファインエンターテイメント |      |
| 降り積もれ孤独な死よ | 2024年 | 読売テレビ ファインエンターテイメント |      |
| あらばしり           | 2025年 | 読売テレビ 日テレアックスオン         |      |
| グラぱらっ!          | 2025年 | 朝日放送テレビ ABCリブラ              |      |